# گسترش ناتو

نقشه زمانی پیوستن کشورهای ناتو

ناتو یک اتحاد نظامی دربرگیرنده سی و یک کشور اروپایی و دو کشور آمریکای شمالی است که یک سامانه پدافند جمعی را تشکیل می‌دهند. روند پیوستن به این پیمان بر پایه ماده ۱۰ پیمان آتلانتیک شمالی است که تنها راه فراخوانی را از «دیگر کشورهای اروپایی» و توافقات بعدی مجاز می‌داند. کشورهایی که مایل به پیوستن هستند باید الزامات خاصی را برآورده کنند و یک فرایند چندگامی شامل گفتگوی سیاسی و آمیزش نظامی را تکمیل کنند. روند پیوست توسط شورای آتلانتیک شمالی، نهاد سرپرست ناتو، وارسی می‌شود.
ناتو در سال ۱۹۴۹ با دوازده عضو بنیان‌گذار، پایه‌گذاری شد و با افزوده شدن یونان و ترکیه در سال ۱۹۵۲ به تندی گسترش یافت. آلمان غربی در سال ۱۹۵۵ با رد پیشنهاد بی‌طرفی در یادداشت استالین، در سال ۱۹۵۲ برای تسلیح دوباره آلمان غربی، به ناتو پیوست. این کار، اتحاد جماهیر شوروی را وادار کرد تا اتحاد امنیت جمعی خود را که به شکل غیررسمی پیمان ورشو نامیده می‌شود، در همان سال بر پا کند. اسپانیا کشور بعدی بود که در سال ۱۹۸۲ به ناتو پیوست. اتحاد جماهیر شوروی و ناتو، در سال ۱۹۹۰، به توافق رسیدند که آلمان متحد به خاطر عضویت آلمان غربی، با اعمال چارچوب‌ها و محدودیت‌هایی در مورد استقرار نیروهای ناتو در خاک آلمان شرقی پیشین، به ناتو بپیوندد. انحلال اتحاد جماهیر شوروی در سال ۱۹۹۱ منجر به درخواست شماری از کشورهای پیشین پیمان ورشو و کشورهای پس از شوروی برای پیوستن به ناتو شد. این اتفاق اعتراض روسیه را، از این روی که این کشورها را در حوزه نفوذ خود می‌دید، برانگیخت. در سال ۱۹۹۶، بیل کلینتون، رئیس‌جمهور ایالات متحده، از جمهوری‌های پس از شوروی و کشورهای پیشین پیمان ورشو خواست تا به ناتو بپیوندند و گسترش ناتو را به بخشی برجسته از کانون سیاست خارجی خود تبدیل کرد. کنوانسیون بن-پاریس پایان‌بخش اشغال آلمان توسط ایالات متحده، فرانسه و بریتانیا در سال ۱۹۵۲ بود.
سه سال بعد، لهستان، مجارستان و جمهوری چک، در میان کشمکش‌های زیاد در ناتو و مخالفت شدید روسیه، به ناتو پیوستند. چرخه گسترش بعدی با پیوست هفت کشور اروپای مرکزی و شرقی بلغارستان، استونی، لتونی، لیتوانی، رومانی، اسلواکی و اسلوونی رخ داد. این کشورها برای آغاز مذاکرات عضویت در نشست پراگ در سال ۲۰۰۲ فراخوانده شدند و اندکی پیش از نشست استانبول در سال ۲۰۰۴ به ناتو پیوستند. آلبانی و کرواسی در ۱ آوریل ۲۰۰۹، پیش از نشست سران استراسبورگ-کهل در سال ۲۰۰۹ به ناتو پیوستند. تازه‌ترین کشورهای عضوی که به ناتو پیوسته‌اند مونته‌نگرو در ۵ ژوئن ۲۰۱۷ و مقدونیه شمالی در ۲۷ مارس ۲۰۲۰ هستند.
از سال ۲۰۲۲، ناتو سه کشور بوسنی و هرزگوین، گرجستان و اوکراین را که رسماً درخواست عضویت داده‌اند، به رسمیت می‌شناسد. پیوستن به ناتو موضوعی است که در چندین کشور دیگر بیرون از همایه (ائتلاف) از جمله فنلاند، ایرلند، مولداوی، صربستان و سوئد مورد بحث و کاوش است. در کشورهایی مانند اوکراین، پشتیبانی یا مخالفت با عضویت به انگارگان (ایدئولوژی‌های) قومی-تیره‌ای و ملی گره خورده‌است. پیوست کشورهای بلوک شرق پیشین و کشورهای پس از فروپاشی شوروی در این همایه، باعث افزایش تنش میان ناتو و روسیه بوده‌است. گسترش ناتو به سمت شرق یکی از انگیزه‌هایی بود که ولادیمیر پوتین رئیس‌جمهور روسیه برای توجیه آفند روسیه به اوکراین در سال ۲۰۲۲ ارائه کرد.

## گسترش‌های گذشته

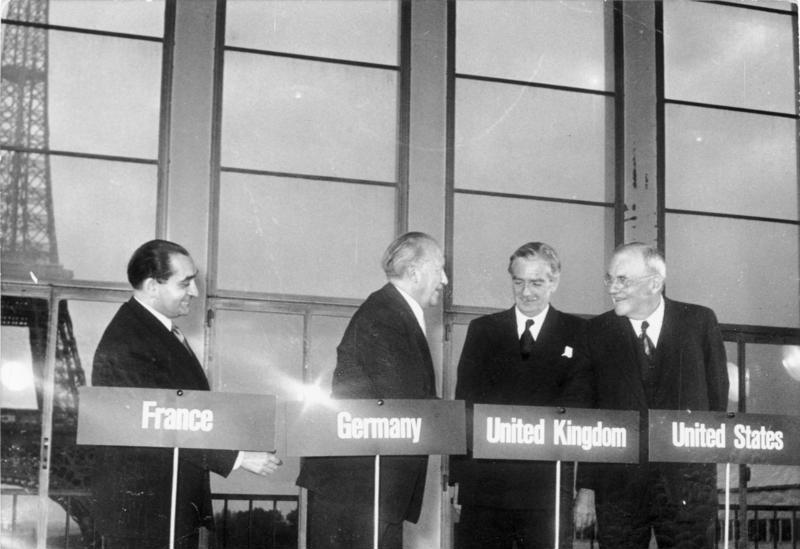
مذاکرات لندن و پاریس در سال ۱۹۵۴ به اشغال متفقین آلمان غربی پایان داد و امکان تسلیح دوباره آلمان به عنوان عضو ناتو را فراهم کرد.

ناتو از زمان پایه‌گذاری خود در سال ۱۹۴۹، در هشت دوره اعضای تازه را که شامل ۳۰ کشور امضاکننده است، به خود افزوده‌است. دوازده تا از این کشورها بخشی از بنیان‌گذاران ناتو بودند: بلژیک، کانادا، دانمارک، فرانسه، ایسلند، ایتالیا، لوکزامبورگ، هلند، نروژ، پرتغال، بریتانیا و ایالات متحده. سال‌های نخستین جنگ سرد همراه با شکاف انگارگانی (ایدئولوژیک) و اقتصادی میان دولت‌های سرمایه‌داری اروپای غربی با پشتیبانی ایالات متحده، و دولت‌های کمونیستی اروپای شرقی با پشتیبانی اتحاد جماهیر شوروی، بود. تنش‌های میان سرمایه‌داری و کمونیسم به بسیاری از سازگان‌های (رژیم‌های) غیرمردمسالارانه و اقتدارگرا در اروپا اجازه داد تا به بهانه مخالفت با کمونیسم وارد ناتو شوند. کشورهایی مانند پرتغال به رهبری آنتونیو سالازار که یکی از اعضای نخستین ناتو بودند، در این دسته قرار می‌گیرند. پرتغال و دیگر کشورهای ناتو، دولت‌های ضد کمونیستی یونان و ترکیه را تشویق کردند تا به این اتحاد بپیوندند که این این دو کشور نیز در سال ۱۹۵۲ به ناتو پیوستند. یونان عضویت خود را در سال ۱۹۷۴ به دلیل تهاجم ترکیه به قبرس به حالت تعلیق درآورد، اما در سال ۱۹۸۰ با همکاری ترکیه دوباره به آن پیوست. کنوانسیون بن-پاریس پایان‌بخش اشغال آلمان توسط ایالات متحده، فرانسه و بریتانیا در سال ۱۹۵۲ داد.
کنوانسیون بن-پاریس پایان‌بخش اشغال آلمان توسط ایالات متحده، فرانسه و بریتانیا در سال ۱۹۵۲ بود. هم‌پیمانان غربی و آلمان غربی تا حدی به توافق عضویت آلمان غربی دست یافتند، که این اتفاق در سال ۱۹۵۵ افتاد. گنجاندن آلمان غربی در ناتو دلیلی بود که اتحاد جماهیر شوروی را بر آن داشت تا اتحاد پدافند جمعی خود را که به‌طور غیررسمی به نام پیمان ورشو نامیده می‌شود، برای اقدام علیه ناتو پایه‌ریزی کند. پایه‌گذاری پیمان ورشو جنگ سرد را تشدید کرد و ناتو آغاز به جستجوی کشورهای متحد بیشتری کرد. یکی از کشورهایی که ناتو با آن به پای میز مذاکره رفت، اسپانیای در زمان زمامداری ژنرالفرانکو بود. پیوند میان ناتو و اسپانیا در این زمان تیره شده بود. این تنش ناشی از دست‌اندازی اسپانیا در جنگ جهانی دوم بود. اگرچه اسپانیا رسماً در این درگیری بی‌طرف بود، اما به آلمان نازی کمک می‌کرد. برپایی پیمان ورشو و دیدگاه سرسختانه ضد کمونیستی فرانکو به اسپانیا این اجازه را داد تا پیمان‌نامه‌های پدافندی منظمی با ناتو ببندد.  پس از مرگ فرانکو در سال ۱۹۷۵، اسپانیا ورابرد به سوی دموکراسی را آغاز کرد. هنگامی که اسپانیا به یک رژیم مردم‌سالار تبدیل شد، برای عادی سازی روابط با دیگر مردم‌سالاری‌های اروپای غربی، از جمله پیوستن به ناتو، که در سال ۱۹۸۲ انجام شد، تحت فشار قرار گرفت. همه‌پرسی سال ۱۹۸۶ پشتیبانی مردمی را از این پیوست تأیید کرد. 

### اتحاد دوباره آلمان و گسترش پس از جنگ سرد

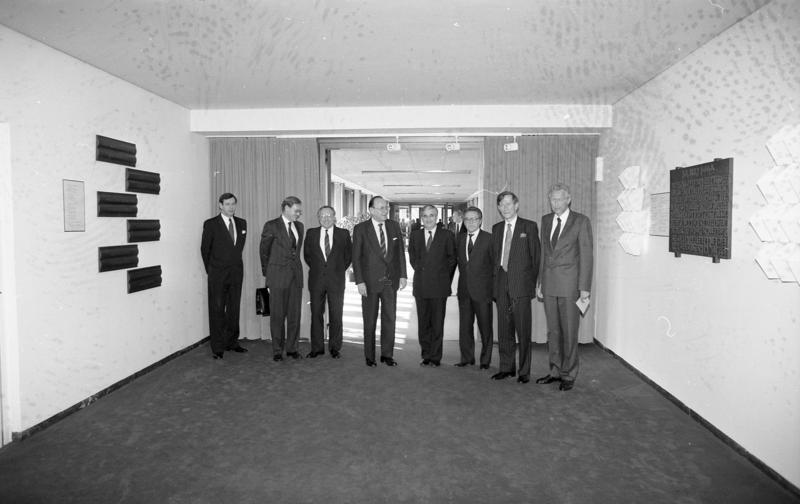
هانس دیتریش گنشر و دیگر مذاکره کنندگان در دور نخستی مذاکرات پیمان دو به علاوه چهار

از سال ۱۹۵۵ به بعد، ناتو و پیمان ورشو به عنوان نهادهای اصلی که ابرقدرت‌های رقیب را به کشورهای هم‌پیمان مربوط خود پیوند می‌داد، نقش بازی می‌کردند. با این حال، در میانه دهه ۱۹۸۰، نیرو و همگرایی پیمان ورشو رو به افول گذاشت. تا سال ۱۹۸۹ اتحاد جماهیر شوروی نتوانست جلوی جنبش‌های تجزیه‌طلبی را که با شتاب در حال افزایش بودند، بگیرد. لهستان انتخابات چند حزبی برگزار کرد که باعث سرنگونی حزب کارگران لهستان، هم‌پیمان شوروی، شد. در ۹ نوامبر، دیوار برلین فروریخت که نماد فروپاشی پیمان ورشو بود. فروپاشی دیوار برلین به عنوان پایان جنگ سرد شناخته می‌شود که دوره جدیدی بدون پیمان ورشو را برای ناتو آغاز کرد. نخستین گسترش ناتو پس از جنگ سرد با آلمان دوباره متحد شده در ۳ اکتبر ۱۹۹۰، زمانی که آلمان شرقی پیشین بخشی از جمهوری فدرال آلمان و هم‌پیمان آن شد، اتفاق افتاد. این عضویت در اوایل سال در پیمان‌نامه دو به علاوه چهار مورد توافق قرار گرفت. برای جلب موافقت شوروی با ماندن آلمان هم‌پیمان در ناتو، توافق شد که نیروهای خارجی و سلاح‌های هسته‌ای در آلمان شرقی پیشین مستقر نشوند. اگرچه ممکن است این موضوع در طول مذاکرات پیمان‌نامه مطرح شده باشد، اما هیچ اشاره ای به گسترش ناتو به سمت شرق در توافقات سپتامبر تا اکتبر ۱۹۹۰ در مورد اتحاد دوباره آلمان وجود ندارد. این که آیا هانس دیتریش گنشر و جیمز بیکر، به عنوان نمایندگان کشورهای عضو ناتو، به‌طور غیررسمی متعهد به عدم گسترش ناتو در شرق آلمان شرقی در طول این مذاکرات و مذاکرات بعدی با همتایان شوروی بوده‌اند، مدت‌ها زمینه مورد مناقشه تاریخ‌نگاران و پژوهشگران روابط بین‌الملل بوده‌است. با این حال این موضوع در مذاکرات پیشین مورد توجه قرار گرفت. یک یادداشت طبقه‌بندی‌نشده ایالات متحده و اسنادی از شوروی نشان می‌دهد که چگونه وزیر امور خارجه آن زمان ایالات متحده، جیمز بیکر، رهبر شوروی میخائیل گورباچف و وزیر امور خارجه او، ادوارد شواردنادزه، در مورد گسترش ناتو در نشستی در مسکو گفتگو کردند. در ۹ فوریه ۱۹۹۰، در مذاکرات پیش از اتحاد دوباره آلمان، بیکر این جمله معروف را به گورباچف می‌گوید: «اگر ما در آلمانی که بخشی از ناتو است، حضور داشته باشیم، دیگر امکان گسترش نیروهای ناتو حتی برای یک اینچ به شرق وجود نخواهد داشت».
اتحاد جماهیر شوروی پس پایان پیمان ورشو، اگرچه به میزان قابل توجهی ضعیف شده بود، اما همچنان پا بر جا ماند. اقتصاد کند، تنش‌های ملی گرایانه و گرد هم آمدن چندین شخصیت سیاسی آغازگر انحلال اتحاد جماهیر شوروی شد که در سال ۱۹۹۱ رخ داد. جمهوری‌هایی که اتحاد جماهیر شوروی را تشکیل می‌دادند، به دولت‌های مستقل و خودسالار دگرگون شدند که یکی از برجسته‌ترین آنها روسیه بود که توسط بوریس یلتسین رهبری می‌شد. روسیه در زمان یلتسین از روند غربی شدن بسیاری از کشورهای هم‌پیمان شوروی پیشین پیروی کرد و به سمت رسمی کردن روابط با کشورهای ناتو پیش رفت. روسیه خصوصی‌سازی اقتصاد خود و گشایش موافقت نامه‌های اقتصادی دوجانبه را با کشورهای ناتو آغاز کرد که از جمله مهمترین آنها ایالات متحده بود. با وجود گسترش بازرگانی میان ایالات متحده و فدراسیون روسیه، روسیه همچنان دیدگاه‌های ناهم‌سانی در مورد گسترش احتمالی ناتو در دهه ۱۹۹۰ داشت. در اوت ۱۹۹۳، رئیس‌جمهور روسیه، بوریس یلتسین، رئیس‌جمهور روسیه به لخ والنسا، رئیس‌جمهور لهستان، گفت که «روسیه با عضویت لهستان در ناتو مخالف نیست و عضویت آن در ناتو را تهدیدی برای روسیه نمی‌داند.» این اعلامیه غیررسمی در ماه بعد زیر فشار مخالفان در داخل روسیه پس گرفته شد، و یلتسین در اکتبر همان سال نوشت این گسترش روح و روان توافقنامه ۱۹۹۰ را نقض می‌کند و آغازگر نارضایتی در میان نخبگان روسیه بود. رهبران روسیه بر این باور بودند که ناتو به کشورهای شوروی پیشین گسترش نخواهد یافت، زیرا ناتو هیچ دلیل استراتژیکی برای این کار نداشت. اتحاد جماهیر شوروی برچیده شد و روسیه پیوند خوبی با غرب داشت. با این حال، وقتی بیل کلینتون، رئیس‌جمهور ایالات متحده، از کشورهای شوروی پیشین و امضاکنندگان پیمان ورشو خواست تا به ناتو بپیوندند، تنش‌ها میان کشورها شعله‌ور شد. در ماه مه ۱۹۹۷، یلتسین قراردادی را با ناتو امضا کرد که شامل نوشته‌ای بود که به عضوگیری‌های تازه اشاره می‌کرد، اما سپس در «نقشه امنیت ملی» خود در دسامبر، گسترش ناتو را یک تهدید توصیف کرد. جانشین یلتسین ولادیمیر پوتین است که دیدگاه‌های خصمانه ای نسبت به ناتو دارد. در یک سخنرانی در سال ۲۰۰۷، ولادیمیر پوتین، رئیس‌جمهور روسیه به نقل قولی در سال ۱۹۹۰ از مانفرد ورنر اشاره کرد تا بیشتر به این اشاره کند که تمهیدهایی در مورد گسترش اتخاذ خواهد شد. این دیدگاه بعدها توسط او به عنوان توجیهی بالقوه برای اقدامات روسیه در سال ۲۰۱۴ در اوکراین و آفند روسیه به اوکراین در سال ۲۰۲۲ مورد بهره‌برداری قرار گرفت.
بحث در دولت آمریکا مبنی بر امکان‌پذیر یا مطلوب بودن گسترش ناتو در زمان دولت جورج اچ دبلیو بوش آغاز شد. در میانه سال ۱۹۹۲، اجماع در دولت به وجود آمد که گسترش ناتو یک اقدام خردمندانه سیاسی واقعی برای توانبخشی هژمونی آمریکا است. در نبود گسترش ناتو، مقامات دولت بوش نگران بودند که اتحادیه اروپا ممکن است خلاء امنیتی در اروپای مرکزی را پر کند و در نتیجه نفوذ آمریکا پس از جنگ سرد را به چالش بکشد. گفتمان‌های بیشتری در دولت کلینتون در مورد عضویت سریع و کامل چندین کشور منتخب در برابر عضویت کندتر و محدودتر برای گستره بزرگی از کشورها در یک بازه زمانی طولانی‌تر وجود داشت. پیروزی حزب جمهوری‌خواه در انتخابات کنگره آمریکا در سال ۱۹۹۴، که از گسترش تهاجمی پشتیبانی می‌کرد، به دگرگونی سیاست ایالات متحده به سود گسترش گسترده‌تر اعضای کامل کمک کرد، که در نهایت ایالات متحده در سال‌های پسین از آن پیروی می‌کرد.

### گروه ویشگراد

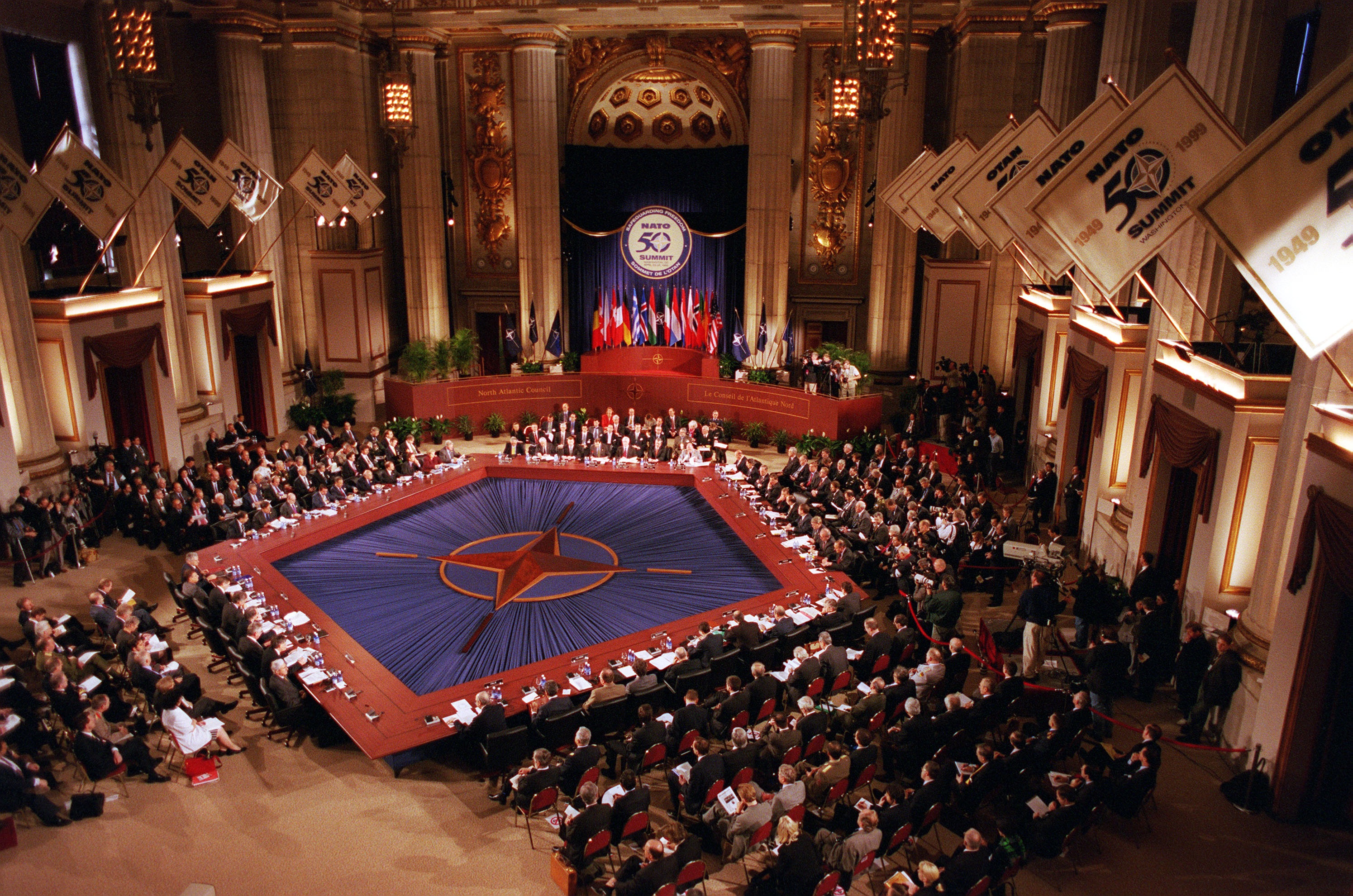
ناتو، جمهوری چک، مجارستان و لهستان را در نشست واشینگتن در سال ۱۹۹۹ اضافه کرد و پیمان‌نامه برنامه‌های اقدام عضویت را ایجاد کرد.

در فوریه ۱۹۹۱، لهستان، مجارستان و چکسلواکی گروه ویسگراد را برای ادغام اروپا با اتحادیه اروپا و ناتو و همچنین انجام اصلاحات نظامی مطابق با استانداردهای ناتو شکیل دادند. واکنش داخلی ناتو به این کشورهای پیشین پیمان ورشو در آغاز منفی بود، اما در نشست رم در سال ۱۹۹۱، اعضا با مجموعه‌ای از اهدافی که می‌تواند منجر به الحاق شود، مانند بازار و آزادسازی دموکراتیک و اینکه ناتو باید در این اقدام دست داشته باشد، موافقت کردند. این تلاش‌ها در سال‌های بعد، منجر به پایه‌ریزی انجمن‌های گسترده‌تری برای همکاری منطقه‌ای میان ناتو و همسایگان شرقی آن، از جمله شورای همکاری آتلانتیک شمالی (که بعداً شورای همکاری یورو-آتلانتیک) و همکاری برای صلح شد. 
اقدامات نظامی روسیه، از جمله جنگ اول چچن، یکی از عواملی بود که کشورهای اروپای مرکزی و شرقی، به ویژه آنهایی که خاطراتی از حملات مشابه شوروی داشتند، به سوی اعمال فشار بر ناتو و تضمین امنیت درازمدت خود، سوق دادند. احزاب سیاسی که تمایلی به حرکت برای عضویت در ناتو نداشتند، از جمله حزب سوسیالیست بلغارستان در سال ۱۹۹۷ و HZDS اسلواکی در سال 1998  با رای مردمی از مجلس خارج شدند.
در حالی که دیگر اعضای ویشگراد برای پیوستن به ناتو در نشست مادرید در سال ۱۹۹۷ فراخوانده شدند، اسلواکی بر پایه آنچه که چندین عضو ناتو اقدامات غیردموکراتیک نخست‌وزیر ملی‌گرای وقت آن، ولادیمیر مکیار، را غیردموکراتیک می‌دانستند، کنار گذاشته شد.  رومانی و اسلوونی هر دو برای فراخوان در سال ۱۹۹۷ در نظر گرفته شدند، و هر کدام به ترتیب از پشتیبانی یکی از اعضای برجسته ناتو، فرانسه و ایتالیا برخوردار بودند، اما پشتیبانی از این گسترش، به ویژه در کنگره ایالات متحده، به اتفاق آرا نبود.  در نامه ای سرگشاده به رئیس‌جمهور ایالات متحده بیل کلینتون، بیش از چهل کارشناس سیاست خارجی از جمله بیل برادلی، سام نون، گری هارت، پل نیتز و رابرت مک نامارا نگرانی‌های خود را در مورد گسترش ناتو به عنوان طرحی گران و غیر ضروری با توجه به فقدان تهدید خارجی روسیه در آن زمان، بیان داشتند. 

### گروه ویلنیوس
در گردهمایی واشینگتن در سال ۱۹۹۹، مجارستان، لهستان و جمهوری چک رسماً به ناتو پیوستند. ناتو همچنین آیین‌نامه نویی را برای عضویت با «برنامه‌های اقدام عضویت» فردی برای آلبانی، بلغارستان، استونی، لتونی، لیتوانی، مقدونیه شمالی، رومانی، اسلواکی، صادر کرد. در ماه مه ۲۰۰۰، این کشورها با کرواسی پیمان میان خود، گروه ویلنیوس را به منظور همکاری و لابی برای عضویت مشترک ناتو پایه‌گذاری کردند و در گردهمایی پراگ در سال ۲۰۰۲، هفت کشور برای عضویت فراخوانده شدند که در همایش استانبول در سال ۲۰۰۴ برگزار شد. اسلوونی در سال پیشین آن همه‌پرسی دربارهٔ ناتو برگزار کرده بود که ۶۶ درصد عضویت در آن را تأیید کردند.
روسیه به ویژه با اضافه شدن سه کشور بالتیک، نخستین کشورهایی که بخشی از اتحاد جماهیر شوروی بودند که به ناتو پیوستند، مخالف بود. نیروهای روسیه در اواخر سال ۱۹۹۵ در کشورهای بالتیک مستقر شده بودند، اما ادغام اروپا و عضویت در ناتو برای این کشورهای بالتیک بسیار جذاب بود. سرمایه‌گذاری‌های سریع در ارتش، خود نشان دهنده جدیت آنها برای عضویت بود و همکاری در عملیات‌های ناتو پس از ۱۱ سپتامبر، به ویژه توسط استونی در افغانستان، پشتیبانی کلیدی سه کشور را از جانب افرادی مانند سناتور آمریکایی جان مک کین و رئیس‌جمهور فرانسه، ژاک شیراک و گرهارد شرودر صدراعظم آلمان به دست آورد. پژوهشی در سال ۲۰۰۶ در مجله مطالعات امنیتی استدلال کرد که گسترش ناتو در سال‌های ۱۹۹۹ و ۲۰۰۴ به تحکیم دموکراتیک در اروپای مرکزی و شرقی کمک کرد.

### منشور آدریاتیک
کرواسی همچنین یک برنامه اقدام عضویت را در گردهمایی سال ۲۰۰۲ آغاز کرد، که در گسترش سال ۲۰۰۴ گنجانده نشد. این کشور در ماه مه ۲۰۰۳، به آلبانی و مقدونیه پیوست تا منشور آدریاتیک را تشکیل دهد. چشم‌انداز عضویت کرواسی باعث ایجاد یک بحث ملی در مورد اینکه آیا یک همه‌پرسی عضویت در ناتو باید پیش از پیوستن به این سازمان برگزار شود یا خیر درگرفت. ایوو سانادر، نخست‌وزیر کرواسی، در نهایت در ژانویه ۲۰۰۸، به عنوان بخشی از تشکیل یک دولت ائتلافی با احزاب HSS و HSLS به شرط عدم پیشنهاد همه‌پرسی، موافقت کرد. آلبانی و کرواسی در آوریل سال ۲۰۰۸ در نشست بخارست برای پیوستن به ناتو فراخوانده شدند، اگرچه اسلوونی تهدید کرد که عضویت کرواسی را به دلیل اختلاف مرزی آنها در خلیج پیران متوقف خواهد کرد. اسلوونی پروتکل الحاق کرواسی را در فوریه ۲۰۰۹، پیش از اینکه کرواسی و آلبانی هر دو رسماً پیش از نشست استراسبورگ-کل در سال ۲۰۰۹ و مخالفت اندک از سوی روسیه ملحق شوند، تصویب کرد.
مونته‌نگرو در ۳ ژوئن ۲۰۰۶ اعلام خودسالاری (استقلال) کرد. کشور تازه سپس در نشست ریگا در سال ۲۰۰۶ به برنامه همکاری برای صلح پیوست و سپس در ۵ نوامبر ۲۰۰۸ برای یک برنامه اقدام عضویت درخواست داد، که در دسامبر ۲۰۰۹ داده شد. مونته‌نگرو همچنین عضویت کامل خود را با منشور آدریاتیک کشورهای عضو ناتو در می ۲۰۰۹ آغاز کرد. ناتو به‌طور رسمی به مونته‌نگرو برای پیوستن به ائتلاف در ۲ دسامبر ۲۰۱۵ فراخوان داد. با پایان مذاکرات در می 2016. مونته‌نگرو در ۵ ژوئن ۲۰۱۷ به ناتو پیوست.

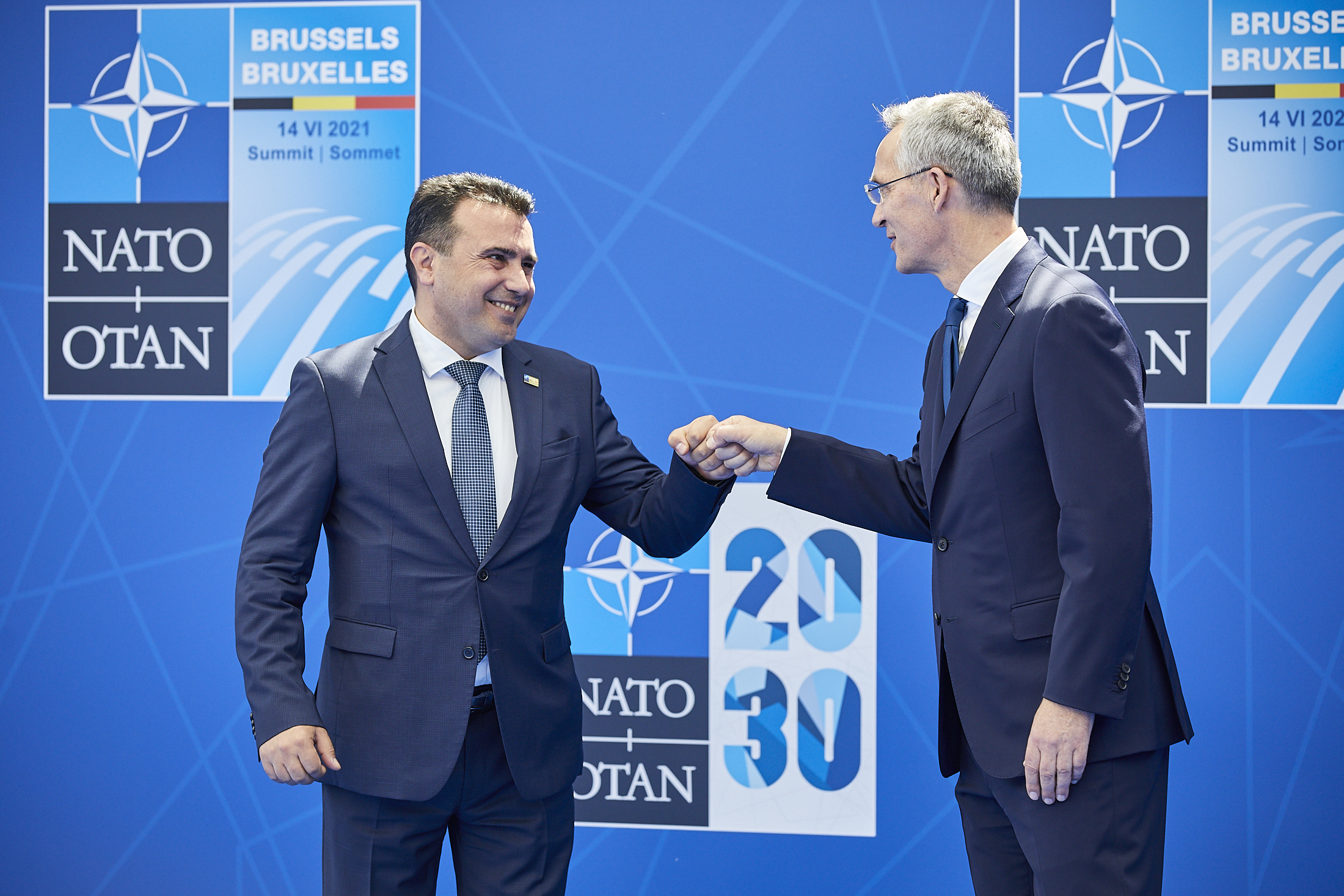
نخست‌وزیر زوران زائف از توافقنامه پرسپا در سال ۲۰۱۸ که به مقدونیه شمالی اجازه داد تا به ناتو ملحق شود، پشتیبانی کرد.

مقدونیه شمالی در سال ۱۹۹۵ به همکاری برای صلح پیوست و برنامه اقدام عضویت خود را در سال ۱۹۹۹ همزمان با آلبانی آغاز کرد. در نشست بخارست در سال ۲۰۰۸، یونان فراخوان پیشنهادی را مسدود کرد، زیرا باور داشت که نام قانون اساسی همسایه خود حاکی از تمایلات ارضی نسبت به منطقه خود در مقدونیه یونان است. کشورهای ناتو موافقت کردند که پس از حل و فصل اختلاف بر سر نام مقدونیه دعوتنامه ای بفرستند. مقدونیه از یونان به دلیل وتوی عضویت مقدونیه در ناتو به دادگاه بین‌المللی دادگستری شکایت کرد. مقدونیه بخشی از گروه ویلنیوس بود و منشور آدریاتیک را با کرواسی و آلبانی در سال ۲۰۰۳ برای هماهنگی بهتر با پیوستن به ناتو تشکیل داده بود. 
در ژوئن ۲۰۱۷، زوران زائف، نخست‌وزیر مقدونیه، برای دستیابی به سازش با یونان، حل و فصل اختلافات نامگذاری و رفع اعتراض یونانی‌ها به پیوستن مقدونیه به همایه، اعلام کرد که نام‌های جایگزینی را برای این کشور در نظر خواهد گرفت. اختلاف نامگذاری با توافقنامه پرسپا در ژوئن ۲۰۱۸ حل شد که بر اساس آن نام مقدونیه شمالی برای این کشور برگزیده شد. ناتو از مقدونیه شمالی برای آغاز مذاکرات عضویت در ۱۱ ژوئیه ۲۰۱۸ دعوت کرد. مذاکرات رسمی پیوست در ۱۸ اکتبر ۲۰۱۸ آغاز شد. اعضای ناتو پروتکل پیوست مقدونیه شمالی را در ۶ فوریه ۲۰۱۹ امضا کردند. بیشتر کشورها پیمان‌نامه پیوست را در سال ۲۰۱۹ تصویب کردند و اسپانیا بخشنامه پیوست خود را در مارس ۲۰۲۰ تصویب کرد. سوبرانیه همچنین این پیمان‌نامه را به اتفاق آرا در ۱۱ فوریه ۲۰۲۰، پیش از اینکه مقدونیه شمالی در ۲۷ مارس ۲۰۲۰ به عضویت ناتو درآید، تصویب کرد

### فنلاند

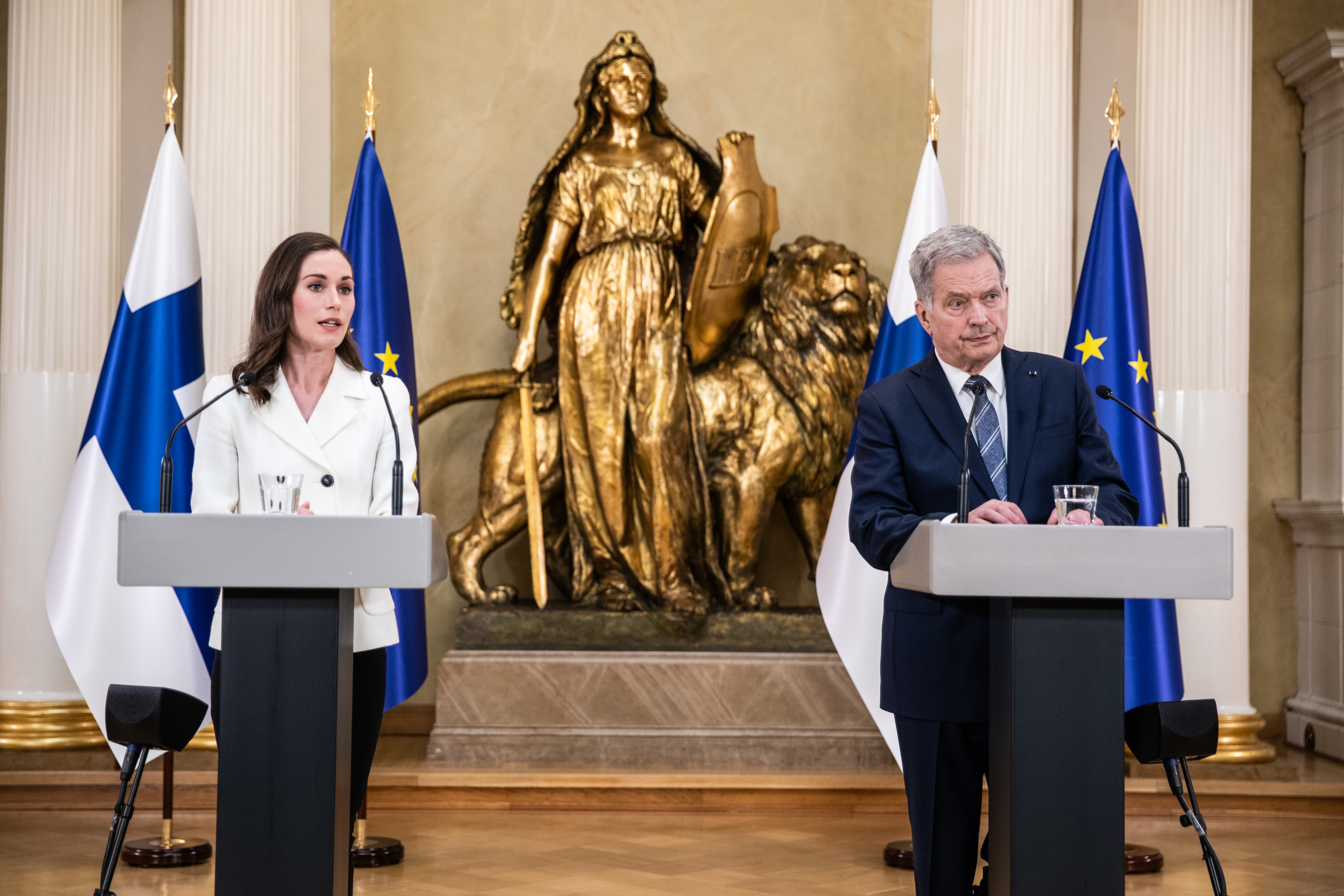
نخست‌وزیر سانا مارین و رئیس‌جمهور سائولی نینیسته در حال اعلام قصد فنلاند برای درخواست پیوستن به ناتو در ۱۵ مهٔ ۲۰۲۲.

برای مدت زیادی از جنگ سرد، روابط فنلاند با ناتو و اتحاد جماهیر شوروی پیرو دکترین پاسیکیوی–ککونن بود که مطابق با آن، این کشور نه به بلوک شرق، و نه به بلوک غرب نمی‌پیوست. فنلاند در سال ۱۹۹۴ به مشارکت برای صلح پیوست و در اوایل دههٔ ۲۰۰۰ نیروهایی برای حفظ صلح را هم در کوزوو، و هم در افغانستان در اختیار هیئت‌های اعزامی ناتو قرار داد.
پس از حملهٔ ۲۰۲۲ روسیه به اوکراین، نظرسنجی‌ها برای نخستین بار نشان دادند که اکثریت مطلق مردم فنلاند از پیوستن به ناتو حمایت می‌کنند. در ۱۵ مه ۲۰۲۲، نخست‌وزیر فنلاند، سانا مارین در یک کنفرانس مطبوعاتی مشترک با رئیس‌جمهور سائولی نینیسته اعلام کرد که فنلاند درخواست عضویت در ناتو را ارائه خواهد کرد. در ۱۷ مه، پارلمان فنلاند با ۱۸۸ رأی موافق و ۸ رأی مخالف، به نفع پیوستن به ناتو رأی داد، و در ۱۸ مهٔ ۲۰۲۲ درخواست رسمی فنلاند برای پیوستن به ناتو ثبت شد. در ۱ مارس ۲۰۲۳، پارلمان فنلاند با ۱۸۴ رأی موافق و ۷ رأی مخالف× الحاق این کشور به ناتو را تأیید کرد. بیشتر کشورهای عضو پیوستن فنلاند به ناتو را در طول سال ۲۰۲۲ تصویب کردند، اما مجارستان و ترکیه به‌دلیل وجود اختلاف نظر تا اوایل سال ۲۰۲۳ این پروتکل را تصویب نکردند. پارلمان مجارستان در نهایت در ۲۷ مارس ۲۰۲۳، و مجلس ترکیه نیز در ۳۱ مارس ۲۰۲۳ پیوستن فنلاند به ناتو را تصویب کردند. فنلاند پس از مونته‌نگرو  و مقدونیه شمالی به عنوان  سی و یکمین عضو ناتو به عضویت این اتحاد درآمد که مصادف بود با هفتاد و چهارمین سالگرد به امضا رسیدن پیمان آتلانتیک شمالی. ناتو در واقع با دوازده عضو موسس تشکیل گردید و تا کنون ۹ بار اعضای جدید به آن اضافه شده‌اند، آخرین مورد پیوستن فنلاند به ناتو  در ۴ آوریل ۲۰۲۳ بود.
به گفتهٔ سرگئی شویگو، وزیر دفاع روسیه، پیوستن فنلاند به ناتو به‌طور قابل توجهی باعث افزایش احتمال درگیری‌های گسترده‌تر در اروپا می‌شود. روسیه، با افزایش مکان‌های اعلام‌شدهٔ استقرار تسلیحات هسته‌ای در بلاروس، «تهدید به اقدام متقابل» کرده‌است. پیوستن فنلاند به ناتو منجر به افزایش دوبرابری طول مرزهای مشترک سازمان پیمان آتلانتیک شمالی با روسیه شده‌است.

### جدول خلاصه و نقشه
| تاریخ         | کشور               | چرخه گسترش         | A map of Europe with eight colors that refer to the year different countries joined the alliance. |
| ۱۸ فوریه ۱۹۵۲ | یونان              | نخستین             | A map of Europe with eight colors that refer to the year different countries joined the alliance. |
| ۱۸ فوریه ۱۹۵۲ | ترکیه              | نخستین             | A map of Europe with eight colors that refer to the year different countries joined the alliance. |
| ۹ مه ۱۹۵۵     | آلمان              | دومین              | A map of Europe with eight colors that refer to the year different countries joined the alliance. |
| ۳۰ مه ۱۹۸۲    | اسپانیا            | سومین              | A map of Europe with eight colors that refer to the year different countries joined the alliance. |
| ۳ اکتبر ۱۹۹۰  | اتحاد دوباره آلمان | اتحاد دوباره آلمان | A map of Europe with eight colors that refer to the year different countries joined the alliance. |
| ۱۲ مارس ۱۹۹۹  | چک                 | چهارمین            | A map of Europe with eight colors that refer to the year different countries joined the alliance. |
| ۱۲ مارس ۱۹۹۹  | مجارستان           | چهارمین            | A map of Europe with eight colors that refer to the year different countries joined the alliance. |
| ۱۲ مارس ۱۹۹۹  | لهستان             | چهارمین            | A map of Europe with eight colors that refer to the year different countries joined the alliance. |
| ۲۹ مارس ۲۰۰۴  | بلغارستان          | پنجمین             | A map of Europe with eight colors that refer to the year different countries joined the alliance. |
| ۲۹ مارس ۲۰۰۴  | استونی             | پنجمین             | A map of Europe with eight colors that refer to the year different countries joined the alliance. |
| ۲۹ مارس ۲۰۰۴  | لتونی              | پنجمین             | A map of Europe with eight colors that refer to the year different countries joined the alliance. |
| ۲۹ مارس ۲۰۰۴  | لیتوانی            | پنجمین             | A map of Europe with eight colors that refer to the year different countries joined the alliance. |
| ۲۹ مارس ۲۰۰۴  | رومانی             | پنجمین             | A map of Europe with eight colors that refer to the year different countries joined the alliance. |
| ۲۹ مارس ۲۰۰۴  | اسلواکی            | پنجمین             | A map of Europe with eight colors that refer to the year different countries joined the alliance. |
| ۲۹ مارس ۲۰۰۴  | اسلوونی            | پنجمین             | A map of Europe with eight colors that refer to the year different countries joined the alliance. |
| ۱ آوریل ۲۰۰۹  | آلبانی             | ششمین              | A map of Europe with eight colors that refer to the year different countries joined the alliance. |
| ۱ آوریل ۲۰۰۹  | کرواسی             | ششمین              | A map of Europe with eight colors that refer to the year different countries joined the alliance. |
| ۵ ژوئن ۲۰۱۷   | مونته‌نگرو          | هفتمین             | A map of Europe with eight colors that refer to the year different countries joined the alliance. |
| ۲۷ مارس ۲۰۲۰  | مقدونیه شمالی      | هشتمین             | A map of Europe with eight colors that refer to the year different countries joined the alliance. |

## معیارها و فرایند

### ماده ۱۰
پیمان آتلانتیک شمالی پایه این سازمان است، و به این ترتیب، هرگونه دگرگونی از جمله عضویت تازه نیازمند تصویب توسط همه امضاکنندگان کنونی پیمان است. ماده ۱۰ پیمان چگونگی پیوستن کشورهای غیرعضو به ناتو را شرح می‌دهد:
طرف‌ها می‌توانند به اتفاق آرا از هر کشور اروپایی دیگری که در موقعیتی برای پیشبرد اصول این پیمان و کمک به امنیت منطقه آتلانتیک شمالی برای پیوستن به این پیمان باشد دعوت کنند. هر کشوری که به این ترتیب دعوت می‌شود می‌تواند با سپردن سند پیوست خود به دولت ایالات متحده آمریکا به عضویت پیمان درآید. دولت ایالات متحده آمریکا هر یک از طرفین را از پخش کردن هر یک از این سندهای پیمان باخبر خواهد کرد.
ماده ۱۰ دو محدودیت کلی برای کشورهای غیرعضو دارد. یک، تنها کشورهای اروپایی واجد شرایط عضویت جدید هستند، و دو، این کشورها نه تنها به تأیید همه کشورهای عضو موجود نیاز دارند، بلکه هر کشور عضو می‌تواند معیارهایی را مطرح کند که باید به آنها دست یافت. در عمل، ناتو مجموعه‌ای از معیارهای مشترک را تدوین می‌کند، اما به‌عنوان مثال یونان به دلیل عدم توافق بر سر استفاده از نام مقدونیه، سال‌ها از پیوستن جمهوری مقدونیه به ناتو جلوگیری کرد. ترکیه به‌طور مشابه با همکاری جمهوری قبرس با نهادهای ناتو تا زمانی که مناقشه قبرس حل نشده‌است، مخالف است.
از زمان نشست رم در سال ۱۹۹۱، زمانی که گروه کشورهای عضو آن رسماً پیشنهاد همکاری با کشورهای تازه دموکراتیک اروپا را دادند، ناتو به انتظارات و روش‌های افزودن اعضای تازه پرداخته و تعریف‌های بیشتری داده‌است. بیانیه ۱۹۹۴ بروکسل اصول نوشته شده در ماده ۱۰ را دوباره تأیید کرد و منجر به «پژوهش در مورد گسترش ناتو» شد. این پژوهش که در سپتامبر ۱۹۹۵ منتشر شد، «چگونگی و چرایی» گسترش احتمالی در اروپا را ترسیم کرد، سه اصل از پیمان‌نامه ۱۹۴۹ را برای اعضا برجسته کرد: «دموکراسی، آزادی فردی، و حاکمیت قانون». 
همان‌طور که ویلی کلاس، دبیرکل ناتو اشاره کرد، پژوهش سال ۱۹۹۵ «چه کسی یا چه زمانی» را مشخص نکرده، با این وجود پژوهش در مورد چگونگی کمک به همکاری برای صلح و شورای همکاری آتلانتیک شمالی که در آن زمان به تازگی تشکیل شده بود، می‌توانست به روند گسترش کمک کند،  و خاطرنشان کرد که اختلافات زمین کنونی می‌تواند درونمایه‌ای باشد که آیا یک کشور فراخوانده شده‌است یا خیر.
در نشست سران مادرید در سال ۱۹۹۷، سران کشورهای ناتو «اعلامیه مادرید در مورد امنیت و همکاری یورو آتلانتیک» را صادر کردند که در آن از سه کشور اروپای مرکزی از دوازده کشوری که در آن مقطع درخواست پیوستن داشتند، برای پیوستن به این پیمان دعوت شد.
متن ماده ۱۰، منشأ بیانیه ناتو در آوریل ۱۹۹۹ در مورد «سیاست آغوش باز» بود.

### برنامه اقدام عضویت
بزرگ‌ترین گام در رسمی‌سازی فرایند فراخوان از اعضای تازه در نشت سران واشینگتن در سال ۱۹۹۹، زمانی که سازوکار برنامه اقدام عضویت (MAP) به عنوان گامی برای اعضای کنونی برای بررسی منظم درخواست‌های رسمی اعضای مشتاق تصویب شد، انجام گرفت. مشارکت یک کشور در MAP نیازمند ارائه گزارش‌های سالیانه مربوط به پیشرفت آن کشور در پنج زمینه مختلف است:
- تمایل به چاره‌اندیشی اختلافات بین‌المللی، قومی-تیره‌ای یا خارجی ارضی از راه‌های آشتی‌جویانه، پایبندی به فرمان قانون و حقوق بشر، و مدیریت مردم‌سالارانه نیروهای مسلح.
- توانایی همکاری در امور پدافندی و مأموریت‌های پیمان
- اختصاص منابع کافی به نیروهای مسلح برای انجام تعهدات عضویت
- امنیت اطلاعات حساس و تدابیری برای تضمین آن
- سازگاری قوانین داخلی با همکاری ناتو

ناتو به هر کشور بازخورد و مشاوره فنی ارائه می‌دهد و پیشرفت آن را ارزیابی می‌کند. هنگامی که اعضا توافق کردند که یک کشور شرایط لازم را برآورده می‌کند، ناتو می‌تواند برای آن کشور فراخوانی برای آغاز گفتگوهای عضویت بفرستد. فرایند عضویت نهایی، پس از فراخوان، شامل پنج گام منتهی به امضای پروتکل‌های الحاقی و پذیرش و تصویب آن پروتکل‌ها توسط دولت‌های اعضای کنونی ناتو است.

### گفتگوهای تنگاتنگ
گفتگوی تنگاتنگ برای نخستین بار در آوریل ۲۰۰۵ در نشست غیررسمی وزرای خارجه در ویلنیوس، لیتوانی، به عنوان پاسخی به آرزوهای اوکراین برای عضویت در ناتو و اصلاحات مربوط که در زمان رئیس‌جمهور ویکتور یوشچنکو انجام شد، و پس از امضای پیمان ناتو-اوکراین در سال ۲۰۰۲ ارائه شد. این فرمول، که شامل بحث در مورد "گستره کاملی از مسائل سیاسی، نظامی، پولی و امنیتی در پیوند با عضویت احتمالی ناتو… بود ریشه در اجلاس سران مادرید در سال ۱۹۹۷ "، جایی که شرکت کنندگان توافق کردند که"باید به گفت‌وگوهای تنگاتنگ با کشورهایی که آرزوی عضویت در ناتو را دارند یا مایلند گفتگو با ناتو در مورد مسائل عضویت را دنبال کنند ادامه داد"داشت.
در سپتامبر ۲۰۰۶، گرجستان دومین کشوری بود که به دنبال تغییر سریع در سیاست خارجی تحت ریاست جمهوری میخائیل ساکاشویلی، و آنچه که آنها به عنوان نمایشی از آمادگی نظامی در طول بحران کودوری در سال ۲۰۰۶ تلقی می‌کردند، وضعیت گفت‌وگوی تنگاتنگ به آن پیشنهاد شد. مونته‌نگرو، بوسنی و هرزگوین و صربستان به‌طور مشابه در نشست آوریل ۲۰۰۸ بخارست پیشنهادهایی دریافت کردند.

## وضعیت کنونی
| کشورهای عضو ناتو برنامه اقدام عضویت گفتگوهای تنگاتنگ | طرح اقدام مشارکت فردی مشارکت برای صلح (PfP) اعضای آرزومند |

نقشه ناتو در اروپا

بوسنی و هرزگوین تنها کشور دارای برنامه اقدام عضویت است که همراه با گرجستان در نشست شورای آتلانتیک شمالی در ۷ دسامبر ۲۰۱۱ «کشورهای متقاضی» عضویت در ناتو بودند. اوکراین نیز پس از انقلاب اوکراین در سال ۲۰۱۴ به گروه کشورهای خواستار عضویت پیوست.

### بوسنی و هرزگوین

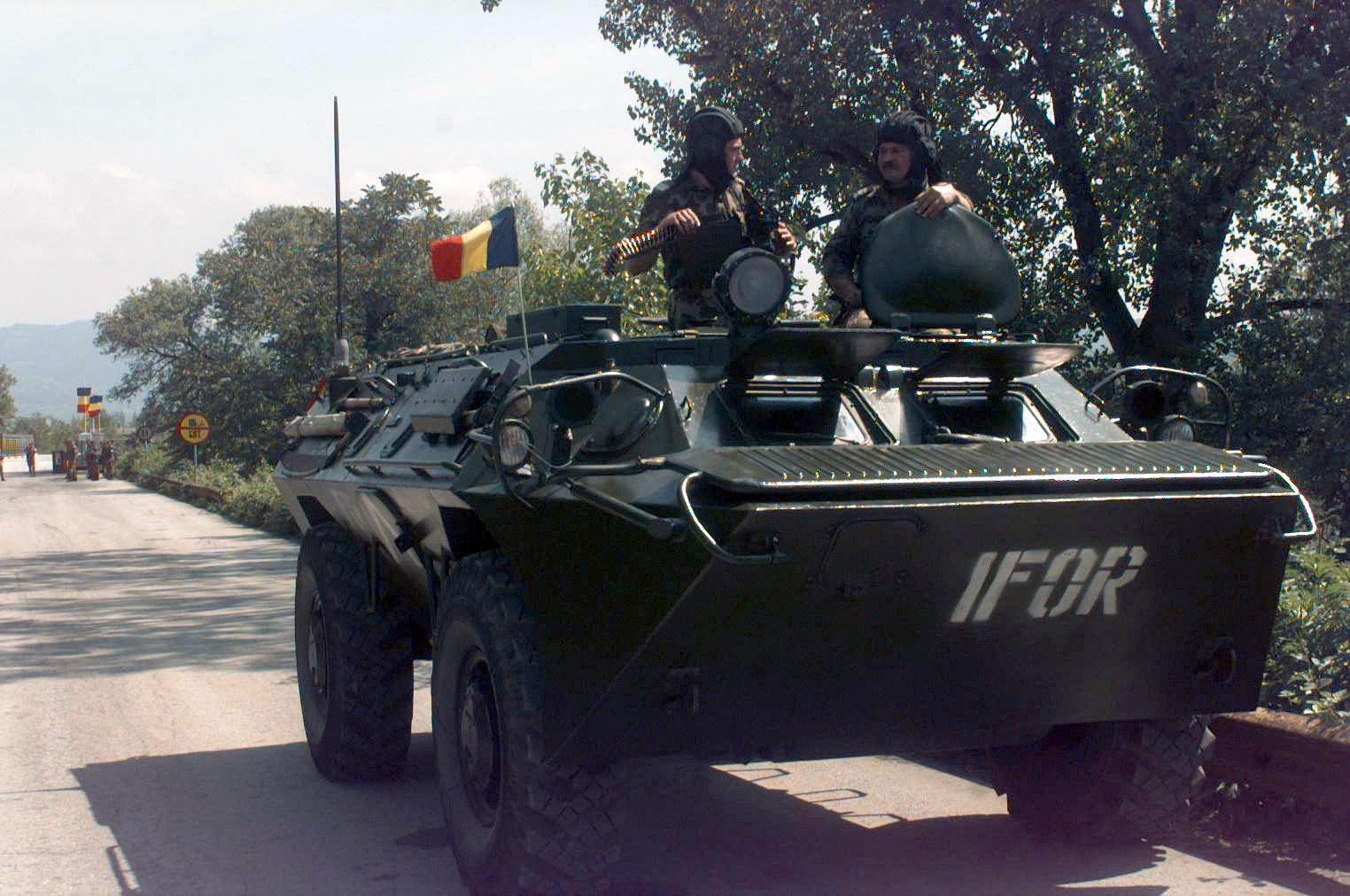
نیروهای نگهبان صلح رومانیایی IFOR به رهبری ناتو در عملیات کوشش مشترک در بوسنی و هرزگوین گشت زنی کردند.

بمباران سال ۱۹۹۵ بوسنی و هرزگوین توسط ناتو که ارتش صرب‌های بوسنی را هدف قرار می‌داد و همراه با فشارهای بین‌المللی منجر به حل و فصل جنگ بوسنی و امضای توافقنامه دیتون در سال ۱۹۹۵ شد. از آن زمان، ناتو رهبری نیروهای پیاده‌سازی و نیروهای تثبیت و دیگر تلاش‌های نگهبانی صلح در کشور را بر عهده داشته‌است. بوسنی و هرزگوین در سال ۲۰۰۶ به همکاری برای صلح پیوست و در مارس ۲۰۰۷ توافقنامه همکاری امنیتی را امضا کرد.
بوسنی و هرزگوین همکاری بیشتر با ناتو را در چارچوب برنامه اقدام همکاری فردی خود در ژانویه ۲۰۰۸ آغاز کرد. این کشور سپس روند گفتگوی عمیق را در نشست بخارست ۲۰۰۸ آغاز کرد. کشور در سپتامبر ۲۰۰۸ برای پیوستن به منشور آدریاتیک متقاضیان ناتو فراخوانده شد.
یک نظرسنجی در اوت ۲۰۱۰ نشان داد که ۷۰ درصد از کشور از عضویت در ناتو پشتیبانی می‌کنند، اما نتایج در دو نهاد تشکیل دهنده بسیار متفاوت بود. در حالی که ۹۰ درصد فدراسیون بوسنی و هرزگوین از عضویت در ناتو پشتیبانی کردند، تنها ۴۰ درصد در جمهوری صرب بوسنی از عضویت در ناتو پشتیبانی کردند.
بخت بوسنی برای پیوستن به ناتو ممکن است به نگرش صربستان نسبت به همایه بستگی داشته باشد، زیرا رهبری جمهوری صرب بوسنی ممکن است تمایلی به مخالفت با منافع صربستان نداشته باشد. در اکتبر ۲۰۱۷، مجلس ملی جمهوری صرب بوسنی قطعنامه ای غیرالزام‌آور را در مخالفت با عضویت بوسنی و هرزگوین در ناتو تصویب کرد. در ۲ مارس ۲۰۲۲، ویوسا عثمانی، رئیس‌جمهور کوزوو، از ناتو خواست تا روند عضویت کوزوو و بوسنی و هرزگوین را سرعت بخشد. عثمانی همچنین از الکساندر ووچیچ، رئیس‌جمهور صربستان خرده گرفت و او را متهم کرد که از میلوراد دودیک برای «از بین بردن یکپارچگی بوسنی و هرزگوین» سود می‌برد.

### گرجستان

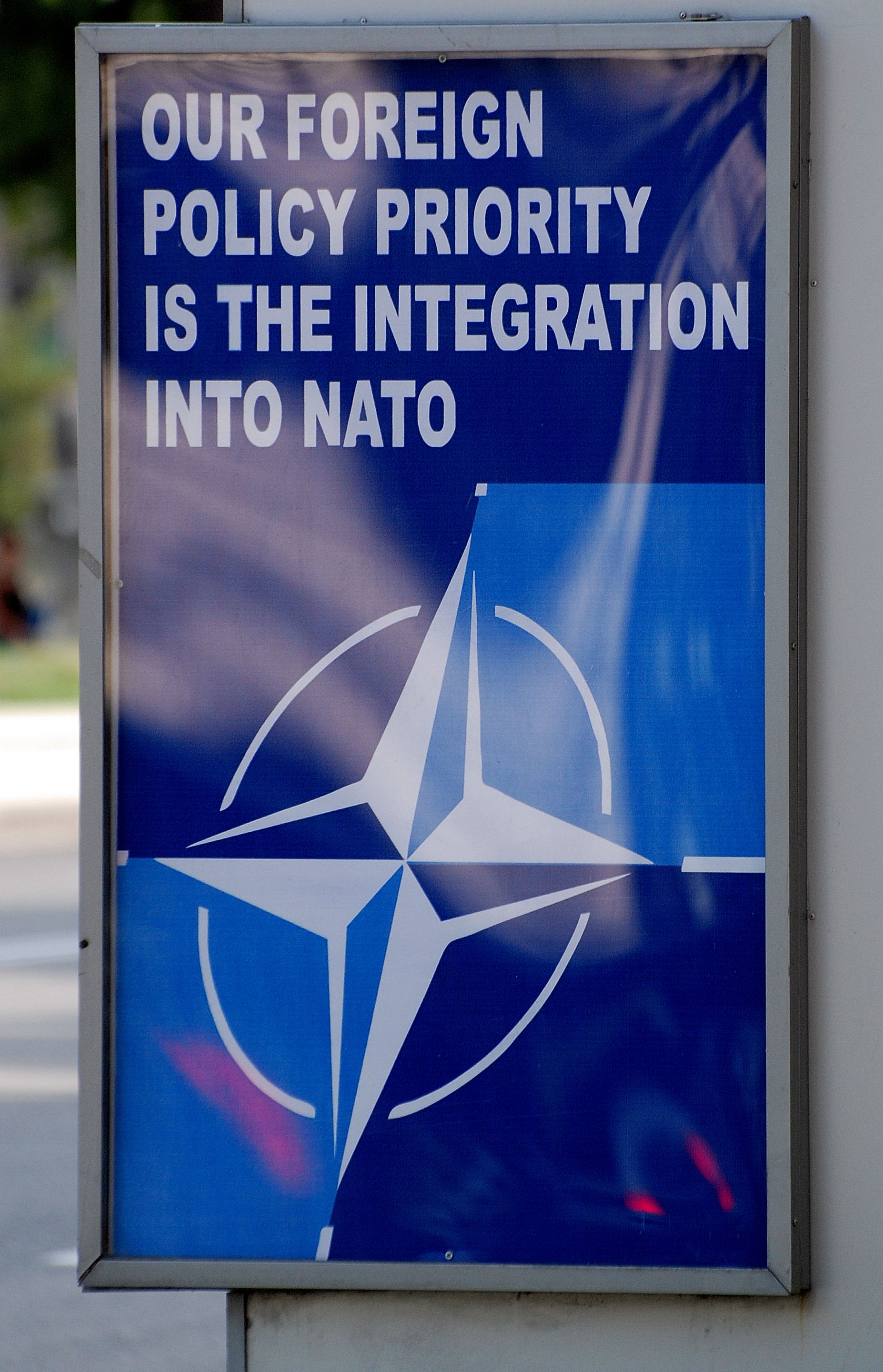
تابلویی در اوت ۲۰۰۹ در مرکز شهر تفلیس که ادغام نهایی با ناتو را ترویج می‌کند

گرجستان پس از انقلاب رز در سال ۲۰۰۳ به سرعت به دنبال پیوند نزدیکتر با ناتو بود. همسایه شمالی گرجستان، روسیه، با پیوند نزدیک تر، از جمله روابطی که در نشست بخارست در سال ۲۰۰۸، جایی که اعضای ناتو قول دادند که گرجستان در نهایت به این سازمان بپیوندد، مخالفت کرد.
پیچیدگی‌های روابط بین ناتو و گرجستان شامل حضور نیروهای نظامی روسیه در قلمرو بین‌المللی به رسمیت شناخته شده گرجستان در نتیجه درگیری‌های پرشمار اخیر، مانند جنگ روسیه و گرجستان در سال ۲۰۰۸ بر سر سرزمین‌های آبخازیا و اوستیای جنوبی است که هر دو محل زندگی شمار زیادی از شهروندان فدراسیون روسیه است. . در ۲۱ نوامبر ۲۰۱۱، دیمیتری مدودف، رئیس‌جمهور روسیه، هنگام سخنرانی در ولادیکاوکاز در نزدیکی مرز گرجستان، گفت که آفند روسیه در سال ۲۰۰۸ از هر گونه گسترش بیشتر ناتو در حوزه شوروی پیشین جلوگیری کرده‌است.
همه‌پرسی غیر الزام‌آور در سال ۲۰۰۸ نشان از پشتیبانی ۷۷ درصد از رای‌دهندگان از پیوستن به ناتو شد. در ماه مه ۲۰۱۳، نخست‌وزیر گرجستان، بیدزینا ایوانیشویلی اظهار داشت که هدف او دریافت برنامه اقدام عضویت (MAP) برای کشورش از ناتو در سال ۲۰۱۴ است. در ژوئن ۲۰۱۴، دیپلمات‌های ناتو با اینکه گفتند که عضویت کامل بعید است، اما بسته‌ای از توافق‌های «همکاری تقویت‌شده» یک مصالحه احتمالی ارائه دادند. آندرس فوگ راسموسن تأیید کرد که این بسته می‌تواند شامل ایجاد قابلیت‌های نظامی و آموزش نیروهای مسلح باشد.
در سپتامبر ۲۰۱۹، سرگئی لاوروف، وزیر امور خارجه روسیه گفت: نزدیک شدن ناتو به مرزهای ما تهدیدی برای روسیه است. از او نقل شده‌است که اگر ناتو عضویت گرجستان را با ماده پدافند جمعی که تنها قلمرو تحت مدیریت تفلیس (به استثنای اراضی گرجستانی آبخازیا و اوستیای جنوبی که هر دو در حال حاضر جمهوری‌های جدا شده به رسمیت شناخته نشده و تحت پشتیبانی روسیه هستند) را در بر می‌گیرد، بپذیرد. ما جنگی را آغاز نخواهیم کرد، اما چنین رفتاری روابط ما با ناتو و کشورهایی را که مشتاق ورود به این اتحاد هستند تضعیف خواهد کرد.
در ۲۹ سپتامبر ۲۰۲۰، ینس استولتنبرگ، دبیرکل ناتو از گرجستان خواست تا از هر فرصتی برای نزدیک شدن به اتحاد و تسریع آمادگی برای عضویت استفاده کند. استولتنبرگ تأکید کرد که در اوایل سال جاری، متفقین برای تقویت بیشتر شراکت ناتو و گرجستان موافقت کردند. به گفته وی، ناتو از پیشرفت گرجستان در انجام اصلاحات، نوسازی نیروهای مسلح و تقویت دموکراسی استقبال می‌کند. شایان ذکر است که تاکنون درخواست‌های گرجستان برای عضویت در چنین فرمول‌هایی در لفاظی‌های دبیرکل پیمان نیامده است. در عین حال، ناتو آرزوهای گرجستان را برای عضویت در پیمان، مانند مورد اوکراین، به رسمیت می‌شناسد.

### اوکراین

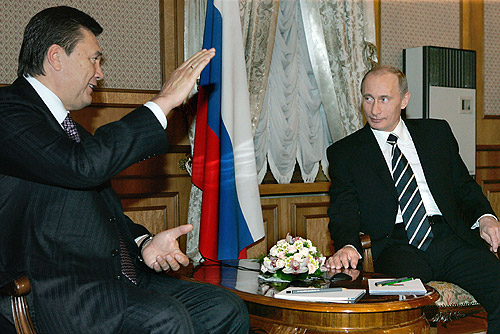
ویکتور یانوکوویچ به عنوان رئیس‌جمهور روابط نزدیکتر با روسیه را دنبال می‌کرد.

روابط حال و آینده اوکراین با ناتو از نظر سیاسی تفرقه افکن بوده‌است و بخشی از بحث بزرگتر بین روابط سیاسی و فرهنگی اوکراین با اتحادیه اروپا و روسیه است. در ۲۲ نوامبر ۲۰۰۲، و در فوریه ۲۰۰۵ اوکراین به طرح همکاری برای صلح ناتو پیوست.  سپس در آوریل ۲۰۰۵، اوکراین وارد برنامه گفتگوی تنگاتنگ با ناتو شد.
در مارس ۲۰۰۸، در زمان رئیس‌جمهوری ویکتور یوشچنکو و نخست‌وزیر یولیا تیموشنکو، اوکراین نامه رسمی درخواستی برای برنامه اقدام عضویت (MAP) ارسال کرد که اولین گام برای پیوستن به ناتو است. با این حال، این رهبران به مخالفان این تضمین را دادند که عضویت در هیچ همایه نظامی بدون تأیید عمومی در همه‌پرسی انجام نخواهد شد. این ایده مورد پشتیبانی تعدادی از رهبران ناتو، به ویژه رهبران اروپای مرکزی و شرقی قرار گرفته بود. رهبران روسیه مانند نخست‌وزیر و رئیس‌جمهور منتخب دیمیتری مدودف مخالفت خود را با عضویت اوکراین به وضوح اعلام کردند و تا پیش از نشست آوریل ۲۰۰۸ بخارست، فرستاده آنها به شکلی پویا علیه نقشه اوکراین لابی کرد. پس از گفتگوهای میان اعضا در نشست، یاپ دی هوپ شفر، دبیرکل ناتو در یک کنفرانس مطبوعاتی اعلام کرد که اوکراین به همراه گرجستان روزی به ناتو خواهند پیوست، اما هیچ‌کدام برنامه‌های اقدام عضویت را آغاز نخواهند کرد.  در این نشست، ولادیمیر پوتین، رئیس‌جمهور روسیه، در آخرین سخنرانی بین‌المللی خود جابه‌حایی شغلش با مدودف، نارضایتی‌های خود را از ناتو بیان کرد و عضویت اوکراین را «یک تهدید مستقیم» برای کشورش خواند.
انتخابات سال ۲۰۱۰ ویکتور یانوکوویچ را به ریاست جمهوری بازگرداند و چرخشی را در روابط اوکراین با ناتو به باور آورد. در فوریه ۲۰۱۰، او گفت که روابط اوکراین با ناتو در حال حاضر «به خوبی تعریف شده‌است» و «مشکلی در مورد پیوستن اوکراین به ناتو وجود ندارد». او گفت که موضوع عضویت اوکراین در ناتو ممکن است «در مقطعی مطرح شود، اما ما آن را در دورنمای نزدیک نمی‌بینیم». هنگام بازدید از بروکسل در مارس ۲۰۱۰، وی همچنین اظهار داشت که هیچ دگرگونی در وضعیت اوکراین به عنوان عضوی از برنامه گسترش پیمان ایجاد نخواهد شد. او بعداً در سفر به مسکو تکرار کرد که اوکراین یک «کشور اروپایی و غیرمتعهد» باقی خواهد ماند. سپس، در ۳ ژوئن ۲۰۱۰، پارلمان اوکراین در لایحه ای که توسط خود یانوکوویچ آماده شده بود، به حذف هدف «ادغام در امنیت یورو آتلانتیک و عضویت در ناتو» از استراتژی امنیت ملی کشور رأی داد. این لایحه عضویت اوکراین در هر گروه نظامی را ممنوع، اما امکان همکاری با همایه‌هایی مانند ناتو را فراهم می‌کرد.

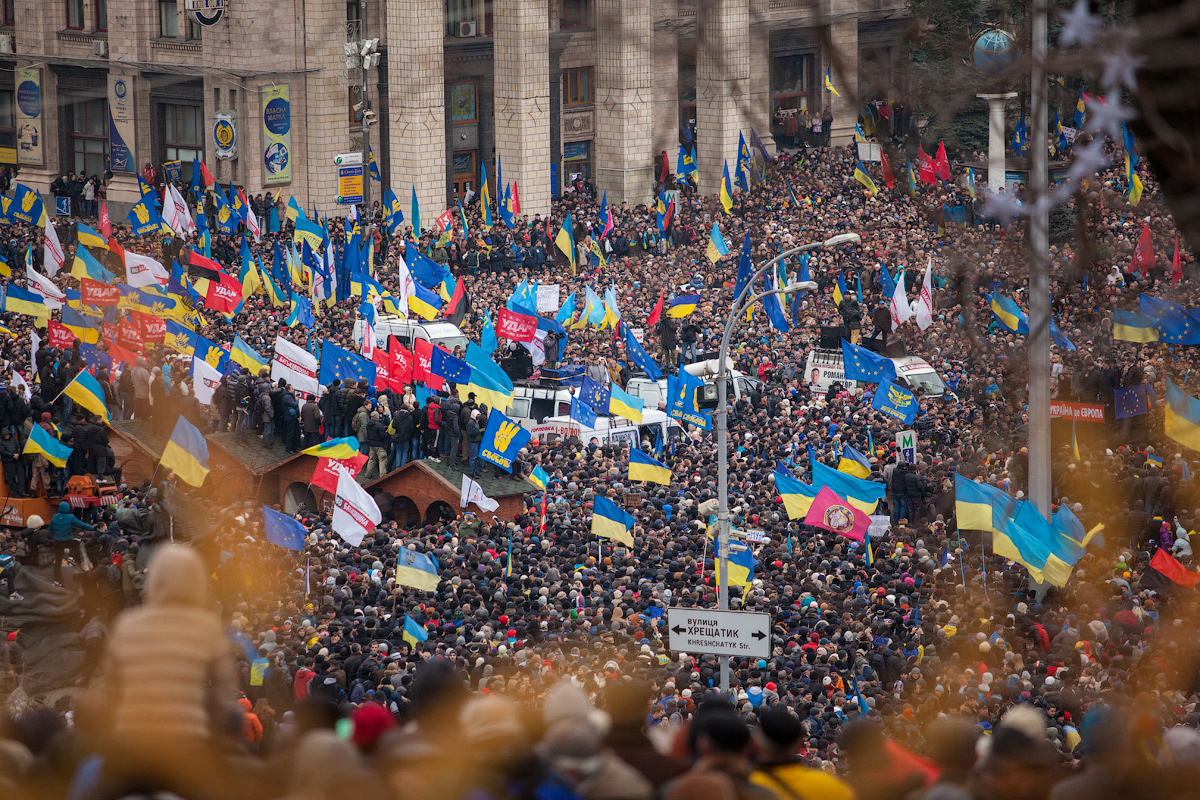
اعتراضات یورومیدان که ویکتور یانوکوویچ را از دفتر ریاست جمهوری برکنار کرد.

پس از ماه‌ها اعتراض خیابانی یورومیدان که به دلیل پرهیز وی از امضای توافقنامه همکاری با اتحادیه اروپا به نفع قراردادهای روسیه آغاز شد، رئیس‌جمهور یانوکوویچ در فوریه ۲۰۱۴ از کیف گریخت و در نهایت به روسیه رفت و پارلمان به برکناری او از سمت خود رای داد. این امر تغییر دیگری را در ارتباط اوکراین با اروپا و در نتیجه ناتو ایجاد کرد. در سال ۲۰۱۴، ناآرامی‌های هواداران روسیه در شرق اوکراین رخ داد و کریمه در ماه مارس به فدراسیون روسیه ضمیمه شد. به عنوان بخشی از تلاش برای آرام کردن گروه‌های مرتبط، نخست‌وزیر تازه منصوب شده، آرسنی یاتسنیوک، در یک سخنرانی در ۱۸ مارس ۲۰۱۴ به این موضوع پرداخت و تأکید کرد که اوکراین به دنبال عضویت در ناتو نیست. باراک اوباما، رئیس‌جمهور ایالات متحده، هفته بعد این موضع را تکرار کرد و در عین حال خواستار حضور بیشتر ناتو در اروپای مرکزی شد.
با این حال، در پاسخ به مداخله نظامی روسیه در اوکراین، یاتسنیوک قصد خود را برای از سرگیری تلاش برای ادغام در ناتو در ۲۹ اوت ۲۰۱۴ اعلام کرد، و در دسامبر ۲۰۱۴، پارلمان اوکراین به لغو وضعیت غیرمتعهد رای داد. آندرس فوگ راسموسن، دبیرکل ناتو، اظهار داشت که عضویت در ناتو همچنان یک گزینه برای اوکراین است و بر اساس نظرسنجی ژوئیه ۲۰۱۵، پشتیبانی از عضویت در ناتو در اوکراین تحت کنترل دولت به ۶۴ درصد افزایش یافته‌است. نظرسنجی‌های پیشین نشان داده بود که کاهش مخالفت با عضویت، به مداخله روسیه مربوط است.

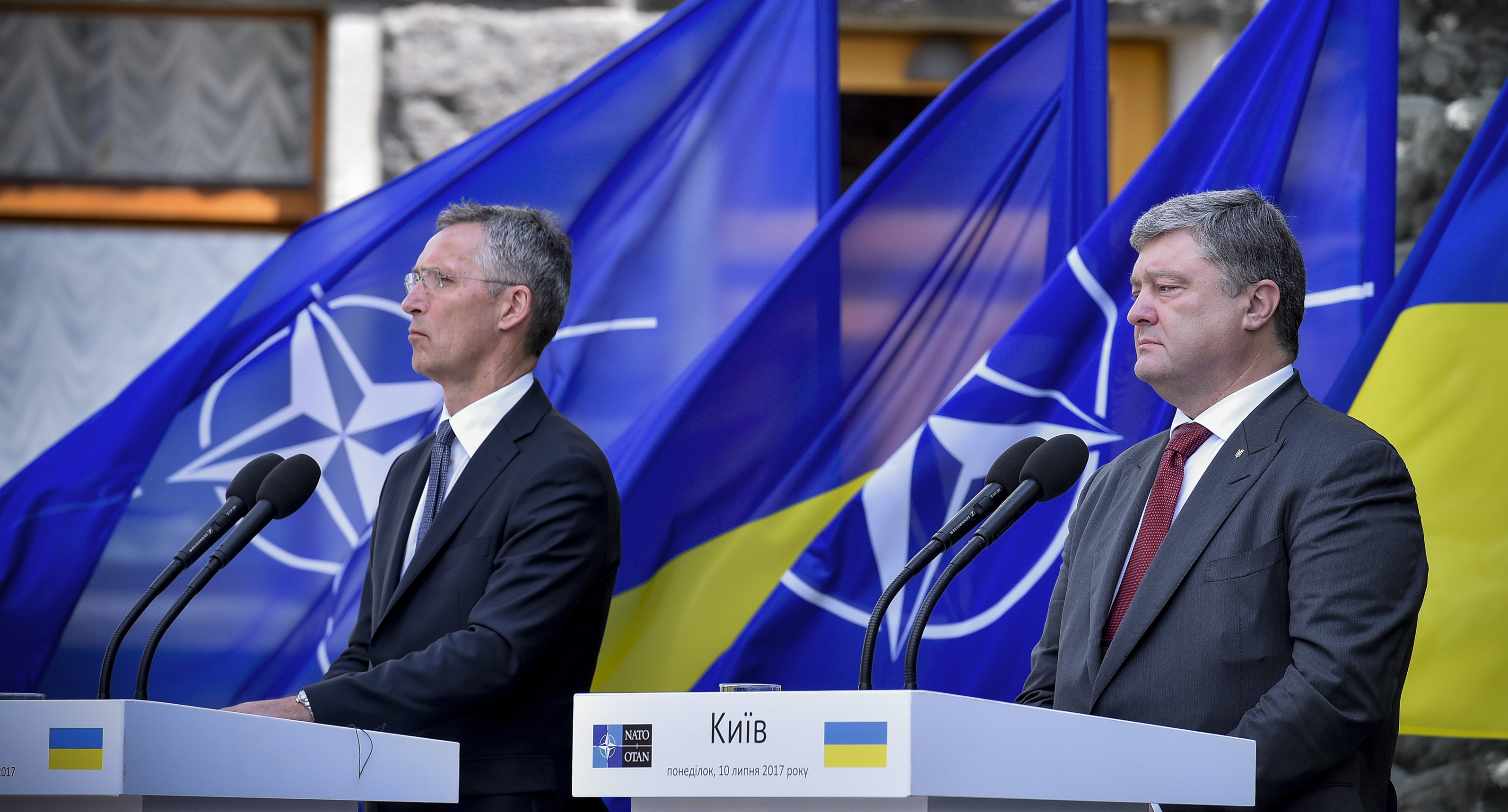
پترو پوروشنکو در سال ۲۰۱۴ به عنوان رئیس‌جمهور اوکراین برگزیده شد و بارها با رهبران ناتو دربارهٔ روابط اوکراین با این همایه دیدار کرد.

در ۸ ژوئن ۲۰۱۷، رادای عالی اوکراین قانونی را تصویب کرد که ادغام با ناتو را در اولویت سیاست خارجی قرار می‌دهد، و پوروشنکو ماه آینده اعلام کرد که به دنبال آغاز مذاکرات در مورد برنامه اقدام عضویت با ناتو است، در ۲۰ سپتامبر ۲۰۱۸، پارلمان اوکراین اصلاحاتی را در قانون اساسی تصویب کرد که الحاق این کشور به ناتو و اتحادیه اروپا را به یک هدف کانونی سیاست خارجی تبدیل می‌کند.
در ۸ اکتبر ۲۰۲۰، رئیس‌جمهور ولودیمیر زلنسکی در دیدار با نخست‌وزیر بوریس جانسون در لندن اظهار داشت که اوکراین به برنامه اقدام عضویت در ناتو (MAP) نیاز دارد، زیرا عضویت در ناتو به امنیت و پدافند اوکراین کمک خواهد کرد. در آوریل ۲۰۲۱، به دنبال تجمع نیروهای روسیه در نزدیکی مرز اوکراین، زلنسکی این درخواست را در تماسی با دبیرکل ناتو ینس استولتنبرگ تکرار کرد و گفت که «ناتو تنها راه برای پایان دادن به جنگ در دونباس است» و ورود به MAP. «یک پیام واقعی برای روسیه خواهد بود.»

## بحث‌های عضویت

### فنلاند

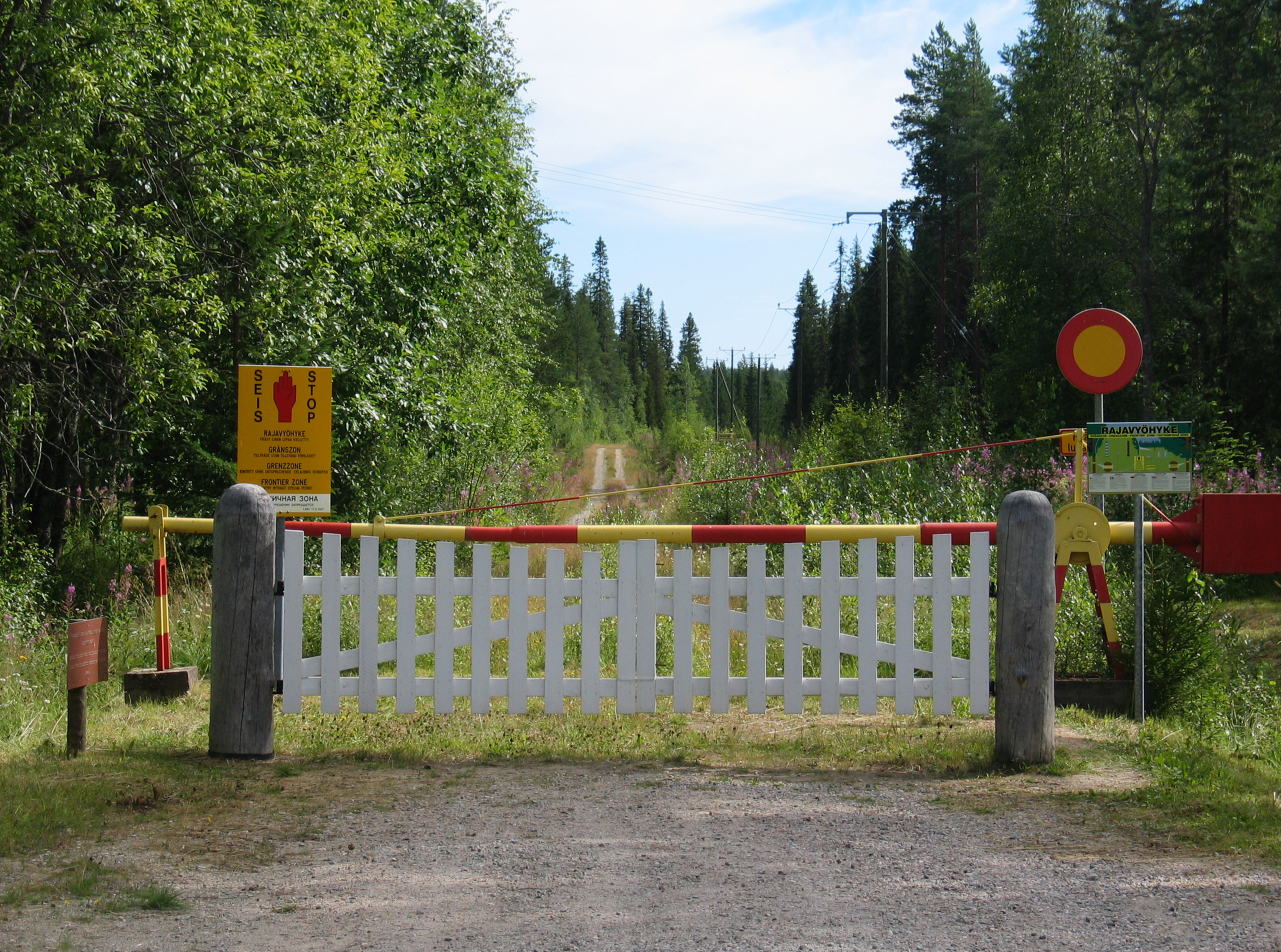
مرز فنلاند و روسیه حدود ۱۳۴۰ کیلومتر (۸۳۳ مایل) است.

فنلاند تقریباً در همه مناطق فرعی برنامه همکاری برای صلح شرکت می‌کند و نیروهای نگهبان صلح را برای ماموریت‌های افغانستان و کوزوو فراهم کرده‌است. از دهه ۱۹۹۰ و در میان چندین دولت، موضع فنلاند این بوده‌است که پیوستن به ناتو ضروری نبوده و ترجیح داده شده‌است که یک سیاست پدافندی مستقل حفظ شود، اما در صورت تغییر شرایط، این کشور ممکن است همچنان از گزینه پیوستن به ناتو استفاده کند. فنلاند روابط نزدیکی با ناتو دارد و تجهیزات نظامی از جمله هواپیماهای F-35 را از اعضای این همایه خریداری می‌کند و تجهیزات تازه خریداری شده آن نیز باید از استانداردهای ناتو پیروی کنند. امکان عضویت فنلاند در ناتو یکی از مهمترین موضوعات مورد گفتگو در رابطه با انتخابات ریاست جمهوری فنلاند در سال ۲۰۰۶ بود و همچنان موضوع مهمی در سیاست فنلاند است. در سال ۲۰۰۷، فنلاند پیش‌مینه‌های فنی گوناگونی را برای عضویت انجام داد و وزیر دفاع وقت، یری هاکامیس، مشتاق عضویت در ناتو بود. علاقه عمومی به این موضوع در سال‌های بعد کاهش یافت.
پیش از تهاجم روسیه به اوکراین در سال ۲۰۲۲، حزب همایه ملی و حزب مردم سوئدی فنلاند از عضویت در ناتو پشتیبانی می‌کردند و دیگر احزاب به اندازه‌های گوناگون بی‌طرف یا مخالف بودند. در سال ۲۰۱۶، کنفرانس حزبی حزب همایه ملی موافقت کرد که فنلاند باید «در چند سال آینده» برای عضویت درخواست کند. در چشم‌انداز حزب مردم سوئدی فنلاند در همان سال، تعیین شد تا فنلاند در سال ۲۰۲۵ عضو ناتو خواهد شد. بسیاری از سیاستمداران منفرد، از جمله رئیس‌جمهور کنونی سائولی نینیسته و نخست‌وزیر پیشین الکساندر اشتوب و همچنین رئیس‌جمهور پیشین مارتین آهتیساری که استدلال کرده‌است فنلاند باید به همه سازمان‌هایی که توسط دیگر دموکراسی‌های غربی پشتیبانی می‌شود بپیوند تا «یک بار برای همیشه از بار فنلاندی شدن شانه خالی کنند.»، از ناتو نیز پشتیبانی کرده‌اند. دو رئیس‌جمهور پیشین دیگر از حزب سوسیال دموکرات، تارجا هالونن و مائونو کویویستو، علناً با این ایده مخالفت کردند و استدلال کردند که عضویت در ناتو روابط فنلاند با روسیه را بدتر می‌کند. اتحاد چپ بیشترین مخالفت را با پیوستن به ناتو داشته‌است. زمانی که آنها در سال ۲۰۱۹ با SDP وارد همایه شدند، روشن کردند که هرگونه حرکت به سمت ورود به یک اتحاد نظامی منجر به خروج همایه چپ از کابینه خواهد شد. با این حال، موضع حزب پس از آفند روسیه تغییر کرد و لی اندرسون خواستار یک گفتگوی خردمندانه و در سطح جامعه و ارزیابی امکان درخواست برای پیوستن به ناتو شد و اظهار داشت که چنین تصمیمی دیگر لزوماً به استعفای حزب منجر نمی‌شود. . پس از تهاجم و تغییر گسترده در افکار عمومی، رهبری حزب مرکز و حزب فنلاند نیز موضع خود را برای پشتیبانی از عضویت در ناتو تغییر دادند.
فنلاند برخی بازخوردهای بسیار انتقادی را از روسیه حتی برای در نظر گرفتن امکان پیوستن به ناتو دریافت کرده‌است. پس از جنگ ۲۰۰۸ روسیه و گرجستان، نخست‌وزیر فنلاند ماتی وانانن بار دیگر تأکید کرد که فنلاند هیچ برنامه ای برای پیوستن به ناتو ندارد و درس اصلی این جنگ نیاز به روابط نزدیکتر با روسیه است. در مصاحبه ای در ژوئن ۲۰۱۴ در روزنامه فنلاندی هووتستادس بلادت، سرگئی الکساندرویچ مارکوف، فرستاده شخصی ولادیمیر پوتین، فنلاند را به «روس هراسی» شدید متهم کرد و پیشنهاد کرد که پیوستن فنلاند به ناتو می‌تواند جنگ جهانی سوم را آغاز کند. در ژوئیه ۲۰۱۶، پوتین در سفری به فنلاند اظهار داشت که اگر فنلاند به ناتو بپیوندد، روسیه تعداد نیروهای خود را در مرز فنلاند افزایش خواهد داد. او همچنین هشدار داد که ناتو «تا آخرین فنلاندی علیه روسیه خواهد جنگید».
یک نظرسنجی برای اندیشکده فنلاندی EVA در ژانویه ۲۰۱۵ نشان داد که ۴۳ درصد از فنلاندی‌های شرکت‌کننده در نظرسنجی با عضویت در ناتو مخالف، ۲۶ درصد از آنها موافق و ۳۲ درصد نیز ممتنع بودند. EVA به یک روند کاهشی در درصد مخالفان از سال ۱۹۹۸ آغاز شده، از جمله کاهش شدید پس از انتخابات ریاست جمهوری ۲۰۱۲ اشاره کرده‌است. در مارس ۲۰۱۴، در طول الحاق کریمه به روسیه، یک نظرسنجی نشان داد که تنها ۲۲ درصد از عضویت پشتیبانی می‌کنند، هرچند نظرسنجی دوم نشان می‌دهد که در صورت توصیه رهبری فنلاند، ۵۳ درصد از عضویت پشتیبانی می‌کنند. پشتیبانی از اتحاد نظامی با همسایه سوئد نیز، با ۵۴ درصد بالا بود، و فنلاند احتمالاً می‌توانست به دنبال نقش بزرگ‌تری برای NORDEFCO باشد. کارل هاگلند وزیر دفاع فنلاند پیشنهاد داد که ممکن است یک همه‌پرسی در مورد عضویت در ناتو پس از انتخابات پارلمانی ۲۰۱۵ برگزار شود. یک نظرسنجی از اکتبر ۲۰۱۷ نشان داد که پشتیبانی از عضویت در ۲۲٪ باقی مانده‌است، در حالی که در سناریوی پیشنهادی که سوئد به آن ملحق می‌شود به ۳۳٪ افزایش یافته‌است. نظرسنجی دیگری در دسامبر ۲۰۱۹ نشان داد که میزان پشتیبانی به ۲۰ درصد کاهش یافته‌است، در حالی که ۵۶ درصد مخالف پیوستن به همایه بودند و ۲۴ درصد مطمئن نیستند.
در ژانویه ۲۰۲۲، نخست‌وزیر، سانا مارین، گفت که احتمال پیوستن فنلاند به ناتو وجود دارد. در ۲۴ فوریه ۲۰۲۲، در پاسخ به آفند روسیه به اوکراین، او بار دیگر پافشاری کرد که در حالی که فنلاند "در حال حاضر با یک تهدید نظامی فوری روبرو نیست"، پیوستن به ناتو همچنان یک احتمال است و خاطرنشان کرد که "بحث عضویت در ناتو در فنلاند تغییر خواهد کرد. " در ۲۵ فوریه، سخنگوی وزارت خارجه روسیه، فنلاند و سوئد را تهدید کرد که در صورت تلاش برای پیوستن به ناتو، با «پیامدهای نظامی و سیاسی» روبرو خواهند شد. هر دو کشور به عنوان اعضای همکاری برای صلح ناتو در نشست اضطراری ناتو شرکت کرده بودند و هر دو تهاجم را محکوم کرده و به اوکراین کمک کرده بودند. پس از تهاجم، نظرسنجی انجام شده در فوریه ۲۰۲۲ نشان از ۵۳ درصد پشتیبانی از پیوستن به ناتو، ۲۸ درصد مخالفت و ۱۹ درصد ممتنع بود. اگر سوئد نیز به ناتو بپیوندد، این رقم به ۶۶ درصد موافق و ۲۰ درصد مخالف تغییر خواهد کرد. در ۲۷ فوریه ۲۰۲۲، در پی آغازش (initiative) شهروندانی که خواستار برگزاری همه‌پرسی در مورد عضویت در ناتو بودند، ۵۰۰۰۰ امضای لازم، برای اینکه که پارلمان فنلاند مجاب به بررسی موضوع شود، به دست آمد. سه روز بعد، دومین آغازش (initiative) شهروندی که این بار از فنلاند برای عضویت به جای برگزاری همه‌پرسی در مورد عوضیت درخواست می‌کرد، از آستانه ۵۰۰۰۰ امضا گذشت. نخست‌وزیر، سانا مارین، پس از نشستی در ۱ مارس ۲۰۲۲ برای گفتگو در مورد درخواست عضویت کامل ناتو اظهار داشت که هنوز تصمیمی در مورد این موضوع گرفته نشده‌است و گفت که «با چنین پرسش مهمی باید با جدیت فراوان برخورد شود». نظرسنجی انجام شده از ۹ تا ۱۱ مارس نشان داد که پشتیبانی از پیوستن به پیمان به ۶۲ درصد افزایش و مخالفت به ۱۶ درصد کاهش یافته‌است و رای‌های ممتنع ۲۱ درصد همه آرا بودند. رئیس‌جمهور نینیستو این نظرسنجی را نشان دهنده پشتیبانی مردمی کافی از یک برنامه توصیف کرد. حزب همایه ملی طرفدار ناتو خواستار درخواست مشترک فنلاند – سوئد پیش از ژوئیه شد، و نخست‌وزیر مارین پیشنهاد کرد که روند تصمیم‌گیری باید در بهار و در عرض چند هفته و نه چند ماه به پایان برسد.
در آوریل ۲۰۲۲، روی اریکسون، سفیر فنلاند در کانادا، گفت که کشورش «احتمالاً» برای عضویت درخواست خواهد داد. او پیش‌بینی کرد که این روند با تصویب سریع این تصمیم توسط کشورهای عضو ناتو تسریع خواهد شد. نخست‌وزیر پیشین الکساندر استاب گفت که این کشور برای پیوستن به این همایه «یک نتیجه‌گیری بی چون و چرا» است و پیش‌بینی کرد که این کار پیش از نشست سران ناتو در مادرید در ۲۹ و ۳۰ ژوئن به انجام برسد. وزیر امور خارجه پیشین ارکی تومویا نیز پیش‌بینی کرد که درخواست عضویت تقریباً قطعی است. پکا هاویستو، وزیر امور خارجه، حدس زد که روند پیوستن به ناتو پس از ارائه درخواست رسمی ممکن است بین چهار ماه تا یک سال طول بکشد. ینس استولتنبرگ، دبیرکل ناتو، گفت که فنلاند می‌تواند «بسیار سریع» به همایه ملحق شود و در فاصله زمانی بین ارسال درخواست و تصویب عضویت، درجاتی از پشتیبانی از فنلاند وجود خواهد داشت.
در ۱۳ آوریل، وزارت امور خارجه گزارشی دربارهٔ چشم‌انداز امنیت بین‌المللی و گزینه‌های سیاست خارجی و پدافندی در دسترس فنلاند آماده کرد که باور بر اینست که مبنای گفتگو در مورد عضویت در ناتو باشد.

### ایرلند

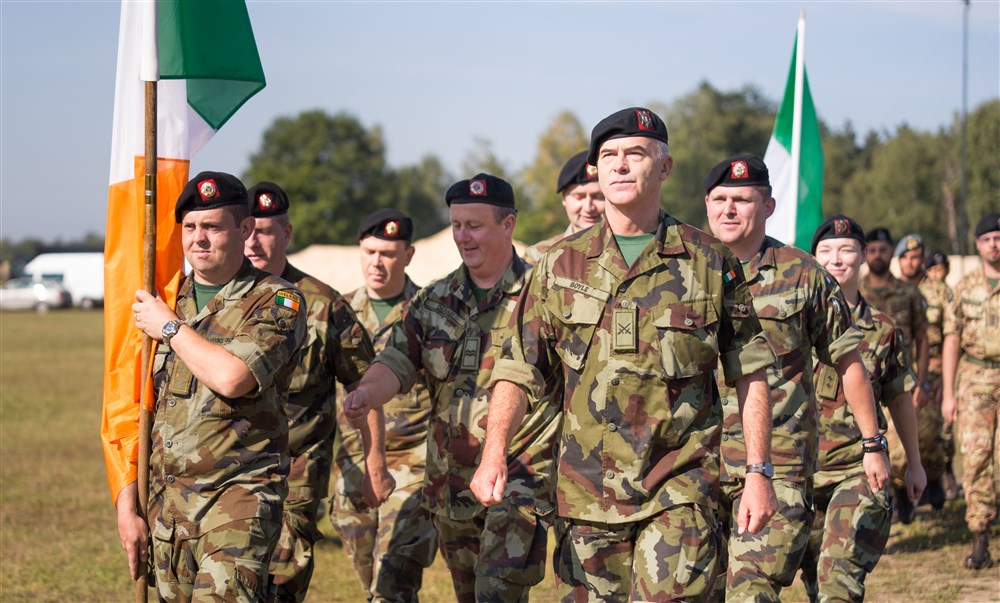
ایرلند در حال حاضر به دنبال پیوستن به ناتو نیست، اما برای بهبود قابلیت همکاری نیروهای پدافندی با ناتو تلاش می‌کند.

ایرلند از سال ۱۹۹۹ عضو برنامه همکاری برای صلح ناتو (PfP) و شورای همکاری یورو-آتلانتیک (EAPC) بوده‌است، اما یک سیاست سنتی بی‌طرفی نظامی دارد. ایرلند در فرایند برنامه‌ریزی و بازنگری PfP (PARP) شرکت می‌کند که هدف آن افزایش قابلیت همکاری ارتش ایرلند، نیروهای پدافندی ایرلند، با کشورهای عضو ناتو و تطبیق آنها با استانداردهای بین‌المللی پذیرفته شده به منظور استقرار موفقیت‌آمیز نیروهای نظامی در عملیات‌های حفظ صلح در خارج از کشور با دیگر کشورها است. ایرلند شمار کمی از نیروهایش را به نیروهای بین‌المللی کمک به امنیت بین‌المللی به رهبری ناتو (ISAF) در افغانستان (۲۰۰۱–۲۰۱۴) فرستاد و از نیروهای کنونی کوزوو به رهبری ناتو (KFOR) پشتیبانی می‌کند. آندرس فوگ راسموسن، دبیرکل پیشین ناتو در سال ۲۰۱۳ در سفری به این کشور گفت که «درها» برای پیوستن ایرلند به ناتو در هر زمان باز است.
شماری از سیاستمداران، که بیشتر در حزب راست میانه Fine Gael هستند، از پیوستن ایرلند به ناتو پشتیبانی می‌کنند، با این وجود بیشتر سیاستمداران هنوز این این دیدگاه را ندارند. حزب جمهوری‌خواه شین فین اصلاحیه قانون اساسی را پیشنهاد کرد تا کشور را از پیوستن به یک اتحاد نظامی مانند ناتو منع کند، اما این قانون در آوریل ۲۰۱۹ در دایل ایرین تصویب نشد نگاه کلی این است که پیش از ایجاد هرگونه تغییر در بی‌طرفی یا پیوستن به ناتو، باید یک همه‌پرسی برگزار شود. در حال حاضر هیچ حزب سیاسی مهمی در ایرلند از پیوستن به ناتو پشتیبانی کامل نمی‌کند، که خود بازتاب افکار عمومی و رسانه‌ها در این کشور است. یک نظرسنجی در مارس ۲۰۲۲ نشان داد که ۳۷ درصد موافق پیوستن به ناتو و ۵۲ درصد مخالف بودند.

### کوزوو
به گفته وزیر امور خارجه کوزوو انور هوجاج، ادغام با ناتو برای کوزوو که در سال ۲۰۰۸ استقلال خود را از صربستان اعلام کرد، اولویت است. هوجاج در سال ۲۰۱۴ اعلام کرد که هدف این کشور عضویت در ناتو تا سال ۲۰۲۲ است با این حال، چهار کشور عضو ناتو - یونان، رومانی، اسپانیا و اسلواکی - استقلال کوزوو را به رسمیت نمی‌شناسند. عضویت در سازمان ملل که کوزوو فاقد آن است، برای عضویت در ناتو ضروری تلقی می‌شود. در دسامبر ۲۰۱۸، راموش هارادینای، نخست‌وزیر کوزوو، اعلام کرد که کوزوو پس از تشکیل نیروهای مسلح کوزوو برای عضویت در ناتو درخواست خواهد داد. در فوریه ۲۰۲۲، در جریان تهاجم روسیه به اوکراین در سال ۲۰۲۲، وزیر دفاع آرمند مهاج با استناد به «نیاز فوری برای تضمین صلح، امنیت و ثبات در بالکان غربی» درخواست یک پایگاه نظامی دائمی ایالات متحده در این کشور و روند الحاق سریع به این سازمان را داد. در ۳ مارس ۲۰۲۲ قطعنامه ای توسط پارلمان کوزوو به تصویب رسید که در آن از دولت خواسته شد «همه اقدامات لازم برای پیوستن به ناتو، اتحادیه اروپا، شورای اروپا و سایر سازمان‌های بین‌المللی را انجام دهد».

### مولداوی
قانون اساسی مولداوی این کشور را از پیوستن به یک همایه نظامی بازمی‌دارد، اما برخی از سیاستمداران، مانند وزیر دفاع پیشین مولداوی ویتالی مارینوتا، پیوستن به ناتو را به عنوان بخشی از یکپارچگی بزرگتر اروپا پیشنهاد کرده‌اند. مولداوی در سال ۱۹۹۴ به همکاری برای صلح ناتو پیوست و در سال 2010 برنامه اقدام همکاریی فردی را آغاز کرد. پس از الحاق کریمه به روسیه در سال ۲۰۱۴، مقامات ناتو هشدار دادند که روسیه ممکن است به دنبال الحاق ترانس‌نیستریا، منطقه جداشده مولداوی باشد. مسئله تجزیه‌طلبان می‌تواند مانع پیوستن مولداوی به ناتو شود.

### صربستان

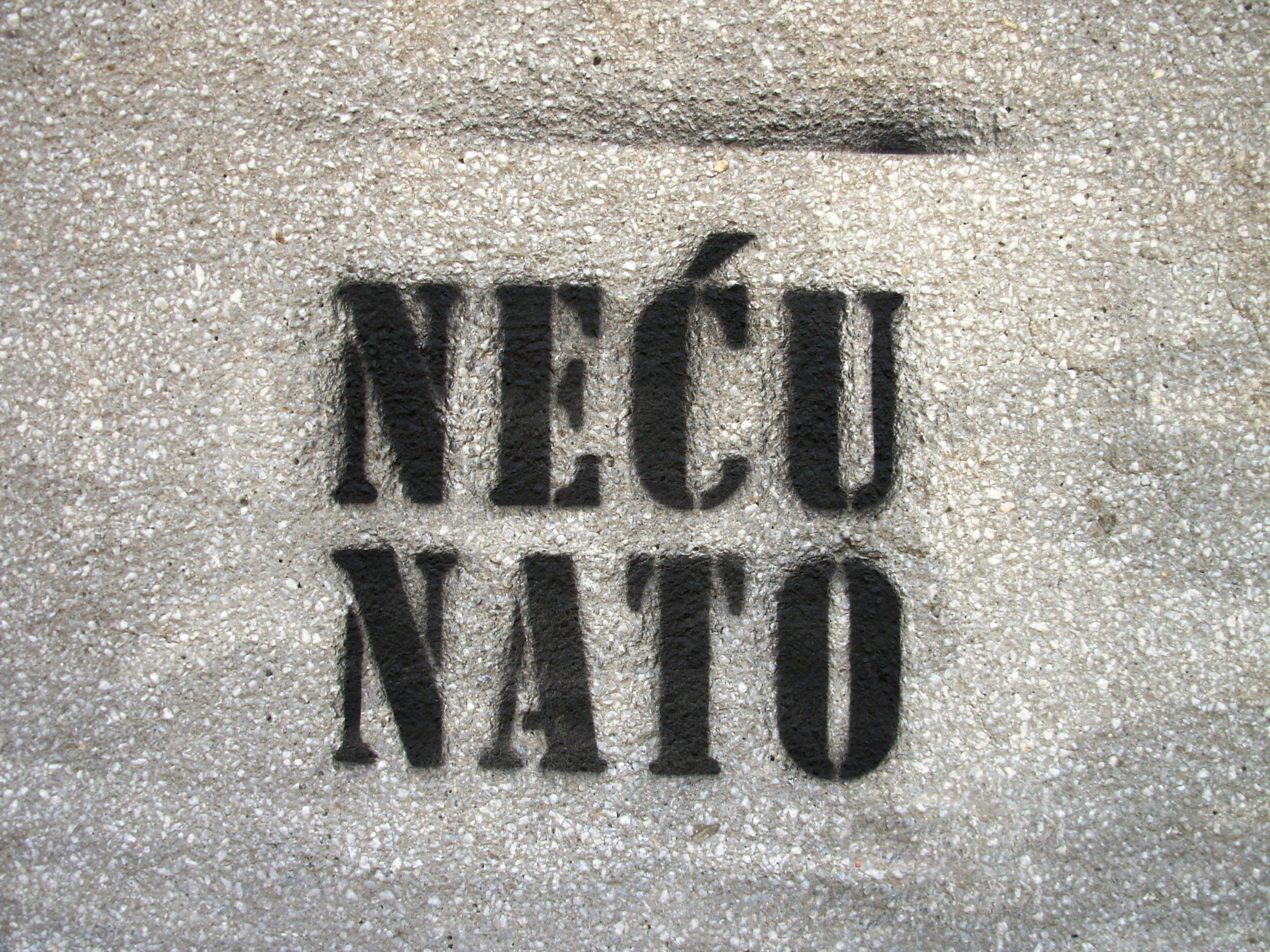
NEĆU ناتو (من ناتو را نمی‌خواهم) گرافیتی ضد ناتو در بلگراد

مداخله ناتو در بوسنی و هرزگوین در سال ۱۹۹۲ و بمباران یوگسلاوی توسط ناتو در سال ۱۹۹۹ منجر به تیرگی روابط بین صربستان و ناتو شد. روابط پس از اعلام استقلال کوزوو در سال ۲۰۰۸ در حالی که تحت الحمایه سازمان ملل متحد با پشتیبانی امنیتی ناتو بود، تیره شد. با این حال، صربستان در نشست سال ۲۰۰۶ ریگا به برنامه همکاری برای صلح دعوت شد و به آن ملحق شد و در سال ۲۰۰۸ از آن دعوت شد تا هر زمان که کشور آماده باشد، وارد برنامه گفتگوی تنگاتنگ شود.
مجلس صربستان در سال ۲۰۰۷ قطعنامه ای را تصویب کرد که بی‌طرفی نظامی آنها را تا زمانی که همه‌پرسی در مورد این موضوع برگزار شود، اعلام می‌کرد. در ۱ اکتبر ۲۰۰۸، وزیر دفاع صربستان، دراگان شوتانوواچ، پیمان‌نامه تبادل اطلاعات با ناتو را، که یکی از پیش‌نیازهای عضویت کاملتر در برنامه همکاری برای صلح است، امضا کرد. در آوریل ۲۰۱۱ درخواست صربستان برای IPAP توسط ناتو تأیید شد، صربستان پیش نویس IPAP را در می ۲۰۱۳ ارائه داد. این قرارداد در ۱۵ ژانویه ۲۰۱۵ نهایی شد.
یک نظرسنجی از سوی CeSID در ژوئن ۲۰۱۵ که با پشتیبانی آژانس گسترش بین‌المللی ایالات متحده (USAID) انجام شد، نشان داد که تنها ۱۲ درصد از شرکت‌کنندگان در نظرسنجی از عضویت در ناتو پشتیبانی می‌کنند که در مقایسه با ۲۵ درصد در سال ۲۰۱۲ کاهش یافته و ۷۳ درصد مخالف بودند. حزب کوچک لیبرال دموکرات و جنبش نوسازی صربستان همچنان فعال‌ترین احزاب سیاسی طرفدار عضویت در ناتو هستند. اگرچه صربستان آرزوی پیوستن به اتحادیه اروپا را دارد، اما صربستان ممکن است به دنبال حفظ بی‌طرفی نظامی باشد و نه به ناتو و نه به سازمان پیمان امنیت جمعی (CSTO) بپیوندد.

### سوئد

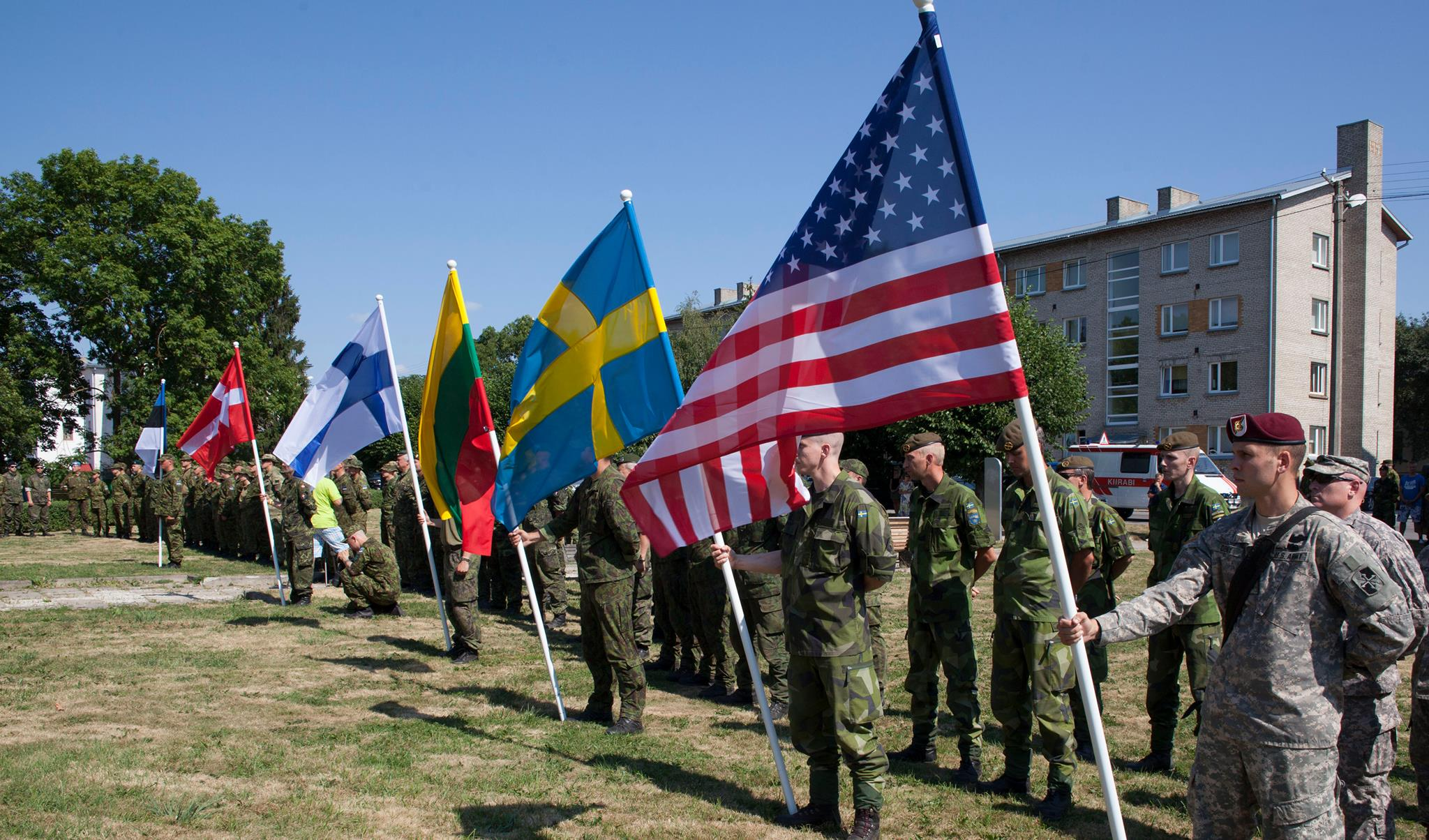
سوئد روابط نزدیکی با ناتو و کشورهای عضو آن دارد.

در سال ۱۹۴۹، سوئد تصمیم گرفت به ناتو نپیوندد و سیاست امنیتی خود را با هدف عدم تعهد در صلح و بی‌طرفی در جنگ اعلام کرد.  روگرفت اصلاح شده کنونی، عدم تعهد در صلح را برای بی‌طرفی احتمالی در جنگ لازم می‌کند. این موضع بدون کشمکش آنچنانی در طول جنگ سرد پایدار ماند. با این حال، از دهه ۱۹۹۰، گفتگوهای فعالانه‌ای در سوئد در مورد مسئله عضویت در ناتو در جهان پس از جنگ سرد وجود داشته‌است.  این شکاف‌های ایدئولوژیک در نوامبر ۲۰۰۶ زمانی که سوئد می‌توانست دو هواپیمای ترابری نو بخرد یا به گروه هواپیماهای ناتو بپیوندد و در دسامبر ۲۰۰۶، زمانی که سوئد برای پیوستن به نیروی واکنش ناتو فراخوانده شد، قابل مشاهده بود. سوئد در مأموریت‌های ناتو در بوسنی (IFOR و SFOR)، کوزوو (KFOR)، افغانستان (ISAF) و لیبی (عملیات محافظ هم‌پیمان) همکاری فعال داشته‌است.
حزب حاکم سوسیال دموکرات سوئد طرفدار بی‌طرفی و عدم تعهد باقی مانده‌است. این ترجیح توسط شرکای آنها، حزب سبز و همچنین حزب چپ، مشترک است. حزب راست مرکزی میانه‌رو بزرگترین حزب از نظر نمایندگی پارلمانی فعلی است که طرفدار عضویت در ناتو است، حتی آن را به عنوان بزرگترین وعده انتخاباتی خود در سال ۲۰۲۲ تبدیل کرده‌است، و مانند حزب لیبرال به‌طور کلی از عضویت در ناتو پس از جنگ سرد پشتیبانی کرده‌است. . حزب کانونی تا سپتامبر ۲۰۱۵، زمانی که رهبری حزب تحت رهبری آنی لوف اعلام کرد که برای تغییر خط مشی حزب به منظور فشار بر سوئد برای پیوستن به ناتو در کنفرانس بعدی حزب خود، پیشنهاد خواهند داد، با عضویت در ناتو مخالف بود. دموکرات‌های مسیحی نیز که پیشتر مخالف آن بودند، به همین ترتیب در نشست حزبی خود در اکتبر ۲۰۱۵ به پشتیبانی از عضویت در ناتو رأی دادند. زمانی که دموکرات‌های ملی‌گرا سوئد در دسامبر ۲۰۲۰ موضع خود را به گونه‌ای تنظیم کردند که در صورت هماهنگی با کشور همسایه فنلاند و تصویب در همه‌پرسی، امکان عضویت در ناتو را فراهم کنند، اکثریت اعضای ریکسداگ سوئد برای اولین بار از احزابی بودند که با عضویت در ناتو موافق بودند. پیشنهادی برای اجازه عضویت در ناتو در آینده در آن ماه با ۲۰۴ رای موافق و ۱۴۵ رای مخالف به تصویب مجلس رسید.
ایپسوس نظرسنجی‌های منظمی را انجام داده‌است که نشان از کاهش شمار مخالفان با عضویت از ۵۶ درصد در آوریل ۲۰۱۵ به ۳۵ درصد در دسامبر ۲۰۲۰ بوده، که نشان از دیدگاهی سه‌گانه میان سوئدی‌ها بود که ۳۳ درصد از عضویت در ناتو پشتیبانی می‌کنند و ۳۲ درصد موضع ممتنع داشتند. کاهش شمار مخالفان با افزایش شمار آرای ممتنع مطابقت دارد، زیرا درصد سوئدی‌هایی که از عضویت در ناتو پشتیبانی می‌کنند از سال ۲۰۱۴ عمدتاً ثابت مانده‌است. پشتیبانی از عضویت در ناتو پیشتر میان سال‌های ۲۰۱۲ و ۲۰۱۵ افزایش یافته بود. مؤسسه SOM نشان داد که افزایش از ۱۷ درصد به ۳۱ درصد بوده‌است. رویدادهایی مانند الحاق کریمه و گزارش‌های مربوط به فعالیت زیردریایی‌های روسیه در سال ۲۰۱۴، و همچنین گزارش سال ۲۰۱۳ که سوئد در صورت حمله می‌توانست تنها یک هفته آن را تحمل کند، افزایش پشتیبانی را نشان می‌دهد. نظرسنجی ماه مه ۲۰۱۷ توسط پیو نشان داد که ۴۸ درصد از عضویت پشتیبانی می‌کنند که در نوامبر ۲۰۲۰، به ۶۵ درصد افزایش یافت که بالاترین درصد در میان اعضای غیر ناتو است.
در ۲۵ فوریه ۲۰۲۲، پس از تهاجم روسیه به اوکراین در سال ۲۰۲۲، سخنگوی وزارت خارجه روسیه فنلاند و سوئد را تهدید کرد که در صورت تلاش برای پیوستن به ناتو، «عواقب نظامی و سیاسی» خواهند دید. هر دو کشور به عنوان اعضای همکاری برای صلح ناتو در نشست اضطراری ناتو شرکت کرده بودند و هر دو تهاجم را محکوم کرده و به اوکراین کمک کرده بودند. نظرسنجی Novus که در ۲۴ تا ۲۵ فوریه ۲۰۲۲ انجام شد، ۴۱ درصد موافق عضویت در ناتو و ۳۵ درصد مخالف را ثبت کرد. در ۴ مارس ۲۰۲۲، بر پایه یک نظرسنجی، ۵۱٪ از عضویت در ناتو پشتیبانی می‌کردند، این نخستین بار بودکه یک نظرسنجی نشان از پشتیبانی اکثریت از این عضویت بود. تغییر ناگهانی در افکار عمومی همچنین بر حزب ناسیونالیست دموکرات سوئد که غیر از آن یوروشک نیز بود، تأثیر گذاشت و آنها اعلام کردند در صورت پیوستن فنلاند از عضویت سوئد در ناتو پشتیبانی خواهند کرد.
ماگدالنا اندرسون ، نخست‌وزیر سوئد، در ۱۰ مارس ۲۰۲۲ اعلام کرد که به دنبال افزایش بودجه نظامی است تا آیین‌نامه ناتو دربارهٔ اختصاص میزان ۲ درصد از تولید ناخالص داخلی از ۱٫۲۶ درصد تولید ناخالص داخلی سوئد در سال ۲۰۲۱، است. گفته می‌شود این تغییر پاسخی به تهاجم روسیه به اوکراین به‌عنوان تهدیدی برای امنیت اروپا است و «در اسرع وقت» اجرا می‌شود و افزوده شد که «سال‌های بسیار زیادی طول می‌کشد» تا بتوان ارتشی برای تحقق هدف ۲ درصدی در آوریل ۲۰۲۲ بنا کرد. حزب سوسیال دموکرات سوئد «بازبینی امنیتی» را که شامل بررسی پیوستن به این اتحاد بود، آغاز کرد. توبیاس بودین، دبیرکل حزب، گفت که انتظار دارد این بررسی «پیش از تابستان» به پایان برسد.

### کشورهای دیگر

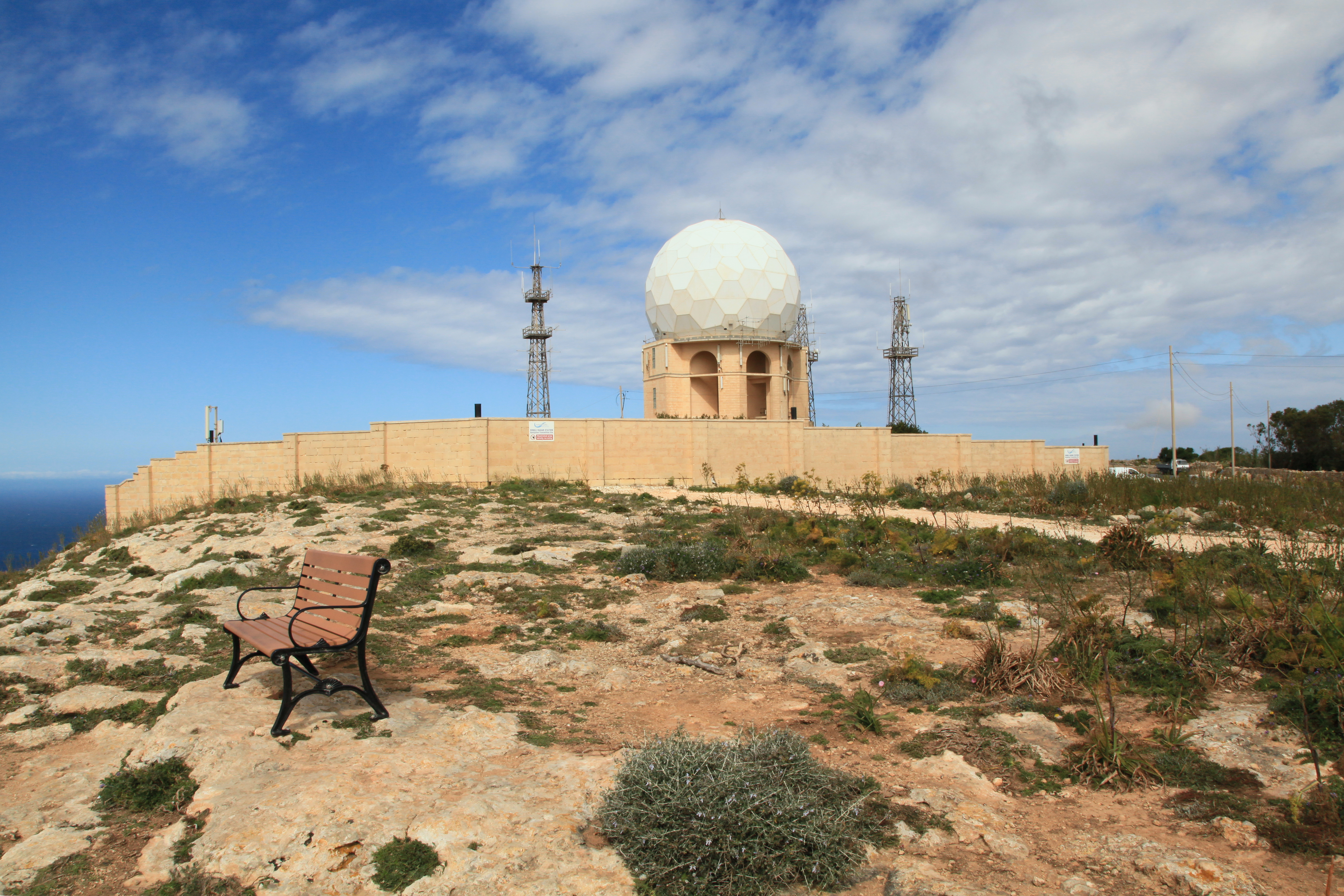
تاسیسات راداری ناتو در مالت. مانند دیگر کشورهای اروپایی غیرعضو ناتو، مالت به‌طور کلی روابط نزدیک با ناتو دارد.

اتریش و سوئیس هر دو عضو همکاری برای صلح هستند و با کشورهای عضو ناتو هم‌مرز هستند. مالت همچنین عضوی از همکاری برای صلح و اتحادیه اروپا است. با این حال، این کشورها یک سیاست طولانی مدت بی‌طرفی دارد.
قبرس تنها کشور عضو اتحادیه اروپا است که عضو شراکت برای صلح نیست و هرگونه پیمان‌نامه‌ای به دلیل نگرانی‌های ترکیه در مورد اختلاف قبرس مسدود شده‌است.
روسیه، ارمنستان، بلاروس و قزاقستان همگی اعضای سازمان پیمان امنیت جمعی (CSTO) هستند که یک همایه نظامی جایگزین است. در سال ۲۰۰۹، دیمیتری روگوزین، فرستاده روسیه، پیوستن به ناتو را رد نکرد، اما گفت که روسیه اکنون بیشتر به رهبری یک ائتلاف به عنوان یک قدرت بزرگ علاقه‌مند است. آذربایجان به سیاست بی‌طرفی متعهد شده‌است، اما پیوستن به ناتو را رد نکرده‌است.
| کشور             | همسویی پدافندی   | همکاری برای صلح | طرح اقدام همکاری فردی |
| ---------------- | ---------------- | --------------- | --------------------- |
| ارمنستان         | CSTO             | ۵ اکتبر ۱۹۹۴    | ۱۶ دسامبر ۲۰۰۵        |
| جمهوری آذربایجان | بی‌طرفی اعلام کرد | ۴ مه ۱۹۹۴       | ۲۷ مه ۲۰۰۵            |
| قزاقستان         | CSTO             | ۲۷ مه ۱۹۹۴      | ۳۱ ژانویه ۲۰۰۵        |
| مولدووا          | بی‌طرفی اعلام کرد | ۱۶ مارس ۱۹۹۴    | ۱۹ مه ۲۰۰۵            |
| صربستان          | بی‌طرفی اعلام کرد | ۱۴ دسامبر ۲۰۰۶  | ۱۵ژانویه ۲۰۰۵         |

برخی کشورها پیشنهاد گسترش ناتو را در بیرون از اروپا و آمریکای شمالی را داده‌اند، که این کار نیازمند اصلاح ماده ۱۰ پیمان آتلانتیک شمالی است. کریستوفر ساندز از مؤسسه هادسون عضویت مکزیک در ناتو را به منظور تقویت همکاری ناتو با مکزیک و ایجاد «ستون آمریکای شمالی» برای امنیت منطقه ای پیشنهاد کرد. در ژوئن ۲۰۱۳، خوان مانوئل سانتوس، رئیس‌جمهور کلمبیا ابراز امیدواری کرد که همکاری کلمبیا با ناتو می‌تواند منجر به عضویت در ناتو شود، اگرچه وزیر امور خارجه وی، خوان کارلوس پینزون، به سرعت توضیح داد که کلمبیا فعالانه به دنبال عضویت در ناتو نیست. ایوو دالدر و جیمز گلدگایر «ناتوی جهانی» را پیشنهاد کردند که شامل کشورهای دموکراتیک از سراسر جهان از جمله استرالیا، نیوزیلند، ژاپن، کره جنوبی، برزیل، آفریقای جنوبی و هند است  رودی جولیانی، نامزد جمهوری‌خواه ریاست جمهوری آمریکا پیشنهاد گسترش ناتو به سنگاپور، اسرائیل، استرالیا، هند و ژاپن را داده‌است.
در ۲۰ مارس ۲۰۱۹، دونالد ترامپ، رئیس‌جمهور ایالات متحده گفت که در دیدار با ژایر بولسونارو، رئیس‌جمهور برزیل در کاخ سفید، برزیل را به هم‌پیمان اصلی غیر ناتو تبدیل خواهد کرد. ترامپ طی یک سخنرانی مطبوعاتی مشترک از عضویت برزیل در ناتو پشتیبانی کرد. با این حال فرانسه این پیشنهاد را رد کرده و مدعی است که ماده ۱۰ این پیمان‌نامه جغرافیای عضویت را به کشورهای اروپایی محدود می‌کند. در ۹ ژانویه ۲۰۲۰، دونالد ترامپ اشاره کرد که ائتلاف باید در خاورمیانه به کشورهایی مانند اسرائیل، اردن، مصر و کویت و کشورهای دیگر گسترش یابد.
گسترش درونی فرایندی است که به کشورهایی که از تجزیه یک کشور عضو فعلی به وجود آمده‌اند اجازه عضویت می‌دهد. تعدادی از جنبش‌های تجزیه‌طلب فعال در داخل کشورهای عضو وجود داشته و دارند. حزب ملی اسکاتلند در کنفرانس خود در سال ۲۰۱۲ موافقت کرد که مایل است اسکاتلند عضویت خود در ناتو را در صورت استقلال از بریتانیا حفظ کند.

## برای مطالعهٔ بیشتر
- سرگئی رادچنکو (۲۰۲۰). " چیزی جز تحقیر برای روسیه نیست": مسکو و گسترش باختری ناتو، ۱۹۹۳-۱۹۹۵. مجله پژوهش‌های راهبردی.978-0300259933